# Lewis Carroll

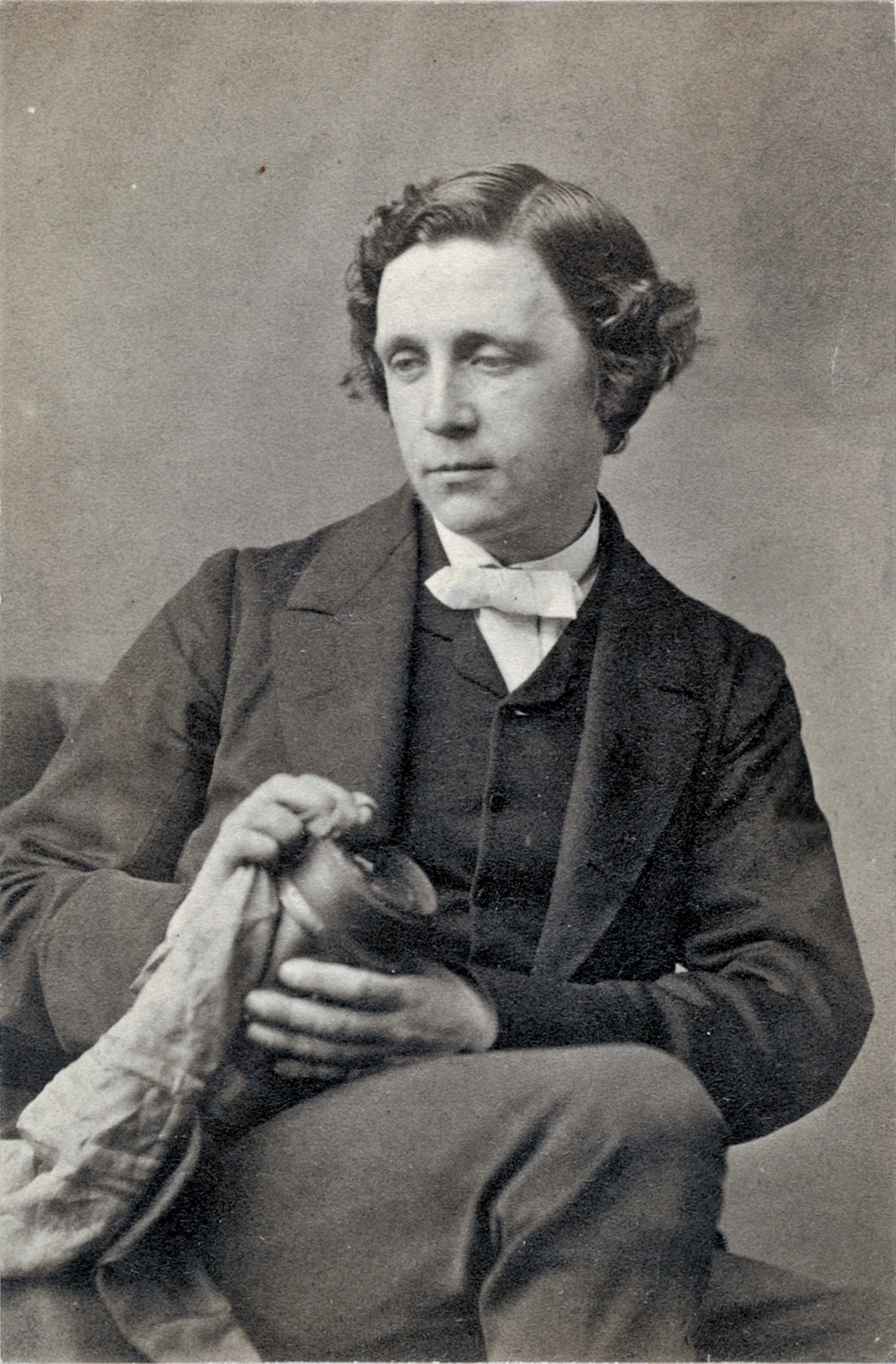
Lewis Carroll, Foto von Oscar Gustave Rejlander (1863)

Signatur von Lewis Carroll

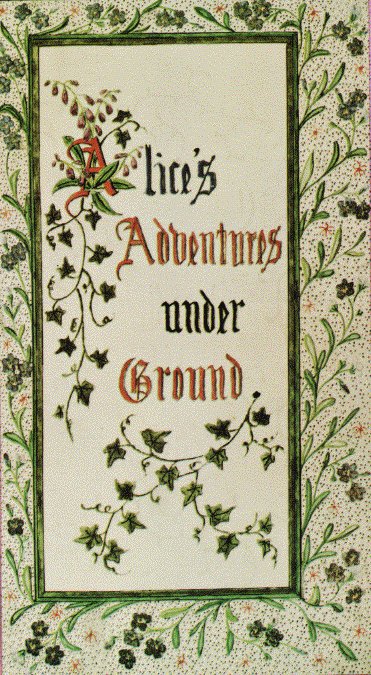
Cover des Originalmanuskripts der Alice (1864)

Lewis Carroll (* 27. Januar 1832 in Daresbury im County Cheshire; † 14. Januar 1898 in Guildford im County Surrey; eigentlich Charles Lutwidge Dodgson) war ein britischer Schriftsteller des viktorianischen Zeitalters, Fotograf, Mathematiker und Diakon.
Er ist der Autor der berühmten Kinderbücher Alice im Wunderland, Alice hinter den Spiegeln (oder Alice im Spiegelland) und The Hunting of the Snark. Mit seiner Befähigung für Wortspiel, Logik und Fantasie schaffte er es, weite Leserkreise zu fesseln. Seine Werke, als sogenannte Nonsense-Literatur bezeichnet, sind bis heute populär geblieben und haben nicht nur die Kinderliteratur, sondern ebenso Schriftsteller wie James Joyce, die Surrealisten wie André Breton und den Maler und Bildhauer Max Ernst oder den Kognitionswissenschaftler Douglas R. Hofstadter sowie den Musiker und Komponisten John Lennon beeinflusst. Bekannt wurde Carroll auch als Fotograf: Wie Julia Margaret Cameron und Oscar Gustave Rejlander betrieb er bereits ab der Mitte des 19. Jahrhunderts Fotografie als Kunst.

## Biografie

### Herkunft
Dodgson alias Carroll stammte aus einer nordenglischen Familie mit irischen Verbindungen – konservativ, anglikanisch, obere Mittelklasse –, deren Mitglieder die für ihre Klasse typischen Berufe in Armee und Kirche wählten. Sein Urgroßvater, der wie sein Großvater und sein Vater ebenfalls Charles hieß, war in der anglikanischen Gemeinschaft bis zum Bischof aufgestiegen. Sein Großvater starb im Dezember 1803 als Hauptmann der britischen Armee (4. Dragoon Guards) im Einsatz, als seine beiden Söhne noch Kleinkinder waren. Er war in Irland stationiert und wurde aus dem Hinterhalt erschossen, als er sich nachts mit einem irischen Rebellen treffen wollte, der behauptet hatte, sich ergeben zu wollen.
Der ältere seiner beiden Söhne, der 1800 geborene Charles Dodgson, der Vater von Lewis Carroll, wandte sich der anderen Familientradition zu und schlug die geistliche Laufbahn ein. Er ging zur Westminster School, danach auf die University of Oxford. Er war hervorragend in Mathematik und in den klassischen Sprachen; er graduierte summa cum laude, wurde Dozent (Lecturer) in Mathematik an der Universität Oxford sowie Fellow seines Colleges und erfuhr die Diakonweihe. Das hätte der Auftakt zu einer herausragenden Karriere sein können; für ein höheres Amt hätte er zölibatär leben müssen. Er heiratete jedoch 1827 seine Cousine Frances Jane Lutwidge (1803–1851), woraufhin er sich in die Unauffälligkeit einer Landpfarrstelle zurückzog.
Einer der Lieblingsonkel von Lewis Carroll, Robert Wilfred Skeffington Lutwidge (1802–73), ein Bruder seiner Mutter, war Inspektor der britischen Asyle für Geisteskranke (Lunacy Commissioner) und starb, als ein Patient ihm einen selbst gefertigten Nagel in den Kopf stach.

### Kindheit und Jugend

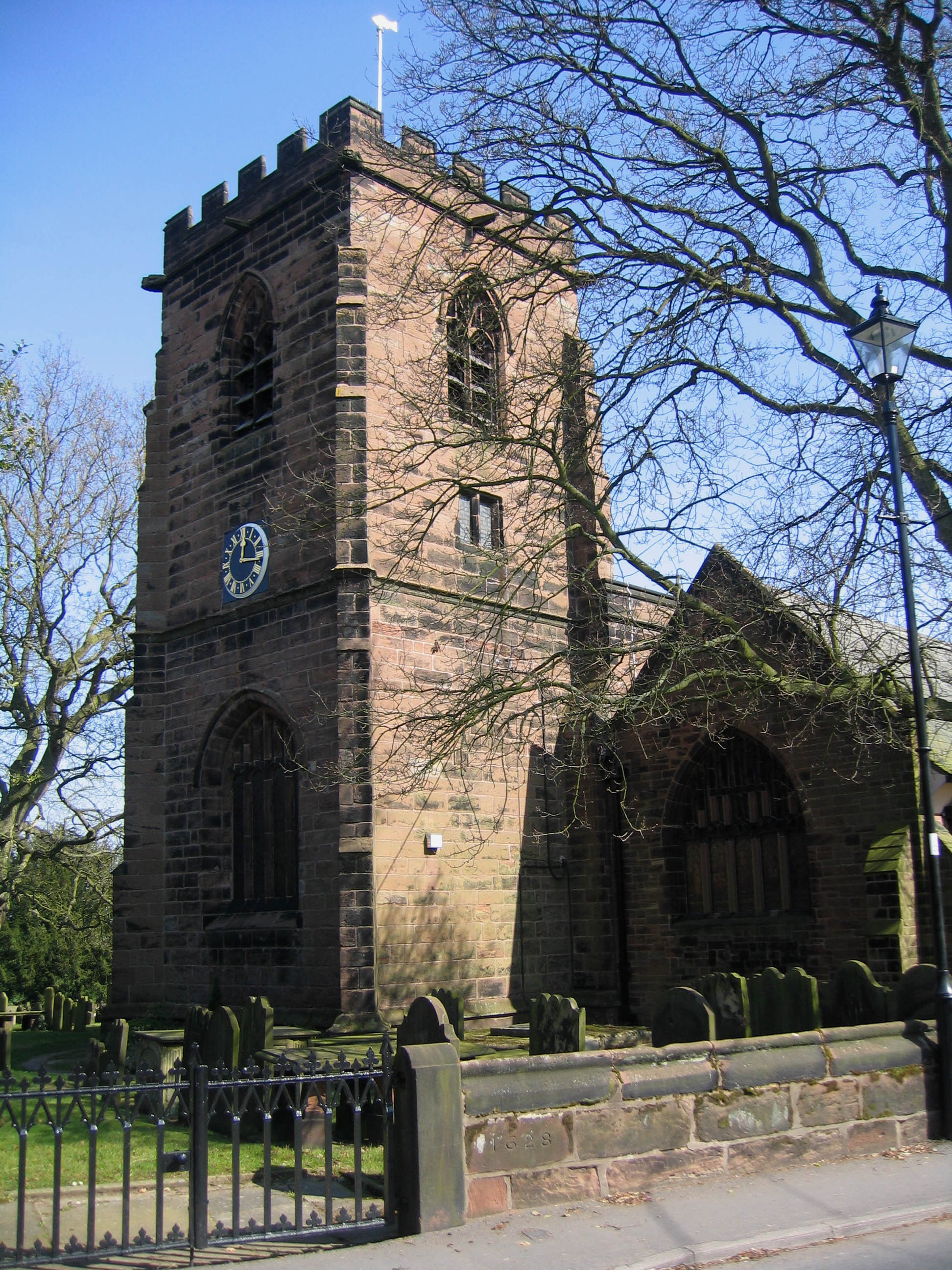
Kirchturm von Daresbury (2007)

Charles Lutwidge Dodgson wurde 1832 in dem kleinen Pfarrhaus von Daresbury in Cheshire geboren, er war der älteste Sohn und das dritte Kind. Weitere acht Kinder folgten, und alle (sieben Mädchen und vier Jungen) überlebten bis zum Erwachsenenalter, was für die damalige Zeit ungewöhnlich war. Als Charles elf Jahre alt war, bekam sein Vater die Pfarrstelle in Croft-on-Tees in North Yorkshire, und die ganze Familie zog in das geräumige Pfarrhaus ein, das für die nächsten 25 Jahre ihr Zuhause blieb.
Dodgson senior machte unterdessen eine gewisse Karriere innerhalb der Kirche: Er publizierte einige Predigten, übersetzte Tertullian, wurde Erzdiakon der Kathedrale in Ripon und mischte sich, manchmal einflussreich, in die intensiven religiösen Streitigkeiten ein, die die anglikanische Gemeinschaft spalteten. Er gehörte der anglikanischen High Church an, war ein Bewunderer von John Henry Newman und der Oxford-Bewegung und versuchte, diese Ansichten seinen Kindern zu vermitteln.
Charles junior ging in den ersten Jahren nicht zur Schule, sondern wurde bis zu seinem elften Lebensjahr zu Hause unterrichtet. Seine Leseliste wurde in der Familie überliefert und ist Beweis für seinen herausragenden Intellekt: Mit sieben Jahren las er beispielsweise The Pilgrim’s Progress von John Bunyan. Sein erster Biograf, der Neffe Stuart Dodgson Collingwood, berichtete, sein Onkel sei schon als Dreikäsehoch mit der Bitte zu seinem Vater gegangen, ihm die Formeln einer Logarithmentafel zu erläutern, und habe nach dem Hinweis, dafür sei er noch zu jung, insistiert: „Aber, bitte erkläre es mir!“ Seine Beziehung zum Vater wurde als nüchtern und sachlich beschrieben, während seine Mutter ihn, der lange Zeit der einzige Sohn war, liebevoll und bevorzugt umsorgt habe.
Charles erfand als Elfjähriger ein „Eisenbahnspiel“, inspiriert durch die neue, revolutionäre technische Erfindung der Eisenbahn, die er in seiner Nachbarschaft in Darlington erlebte. Das Spiel mit seinen Geschwistern vollzog sich nach genau festgelegten Regeln, die er mit sarkastischem Humor aufgeschrieben hat und die schon den späteren Lewis Carroll durchblicken lassen. Außerdem verfasste er Theaterstücke für ein Marionettentheater wie die Tragödie von King John oder die Oper La Guida di Bragia, in denen er für sich und seine Geschwister die weite Welt in die Mauern des Pfarrhauses holte. Hier wird bereits die doppelte Welt sichtbar, die sein Leben bestimmen wird: die Inszenierung, die genauen Regeln unterliegt, und die unbeherrschbare Welt draußen.

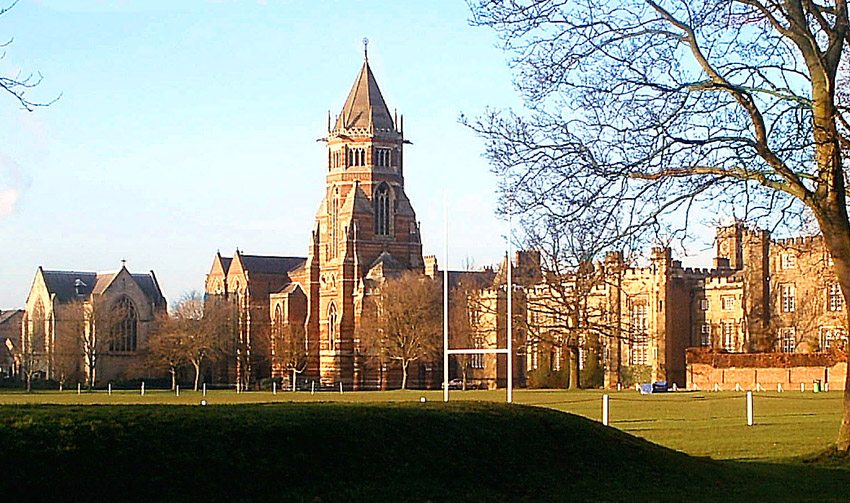
Schulgebäude der Public School in Rugby (gegründet 1567)

Mit zwölf Jahren wurde er im Jahr 1844 auf eine kleine Privatschule im nahegelegenen Richmond geschickt, wo er bereits durch seine mathematische Begabung auffiel. In dieser Zeit verfasste er in lateinischer Sprache Gedichte, denen sich englischsprachige Erzählungen anschlossen. Der Schulleiter, James Tate, bescheinigte ihm ein außergewöhnliches Maß an Genie, gab dem Vater jedoch den Rat, seinen Sohn diese Überlegenheit nicht wissen zu lassen, er solle sie selber nach und nach erfahren. An dieser mangelnden Bestätigung hat Carroll zeit seines Lebens gelitten, und sie könnte eine Ursache für sein Stottern, sein mangelndes Selbstbewusstsein und seine Identitätskrise sein.
Ein Jahr später wechselte Charles jedoch zur Rugby School in Rugby, in eine der bekanntesten Privatschulen Englands, wo er offensichtlich weniger glücklich war. Zehn Jahre später, nachdem er die Schule verlassen hatte, schrieb er über seinen Aufenthalt im Tagebuch:

„Ich habe einige Freunde dort gewonnen […], aber ich kann nicht sagen, daß ich mit guten Gefühlen auf mein Leben in der Public School zurückblicke oder daß mich irgendetwas dazu bewegen könnte, diese drei Jahre noch einmal durchzumachen.“

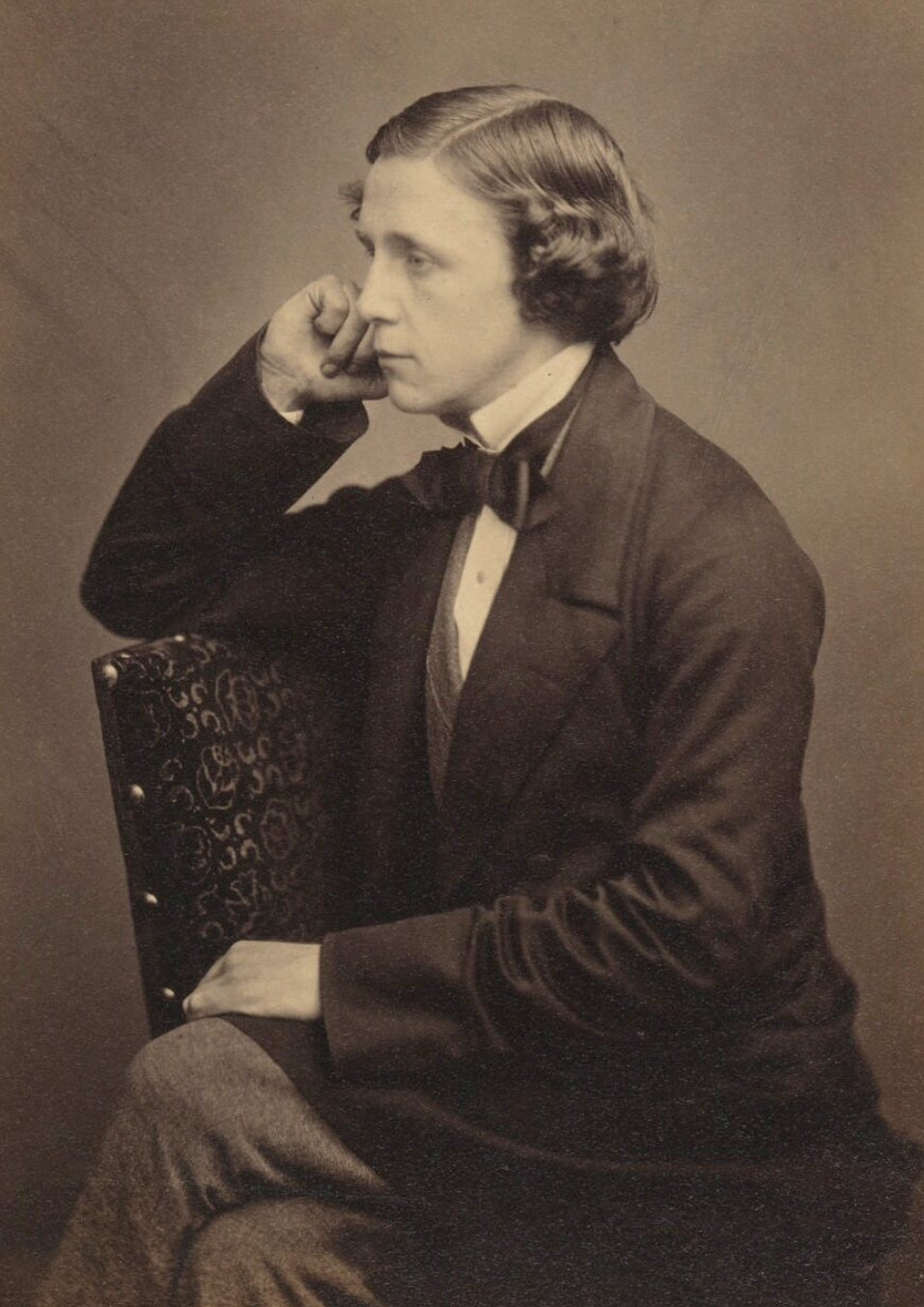
Selbstporträt Carrolls im Alter von 23 Jahren

Während der Zeit an der ungeliebten Schule, die bekannt war für ihr auf Disziplinierung bedachtes System, begann Charles, sich intensiv mit Literatur zu beschäftigen, indem er beispielsweise David Copperfield von Charles Dickens las und Geschichtsbücher über die Französische Revolution studierte. Seine mit Zeichnungen versehenen literarischen Versuche veröffentlichte er im Schulmagazin und in verschiedenen Familienmagazinen seiner Familie. Im Dezember 1849 ging er, wiederum mit großem Lob von der Schulleitung versehen, von der Rugby School ab, um sich im Jahr 1850 an der Universität von Oxford zu immatrikulieren.
Der junge Erwachsene Charles Dodgson war etwa 1,80 m groß, schlank, hatte lockiges braunes Haar und blaue Augen. Im Alter von 17 Jahren hatte er an einer schwerwiegenden Infektion mit Keuchhusten gelitten, die Folge war eine Schwerhörigkeit des rechten Ohrs. Die einzige ernsthafte Behinderung jedoch war das, was er als seine „Unsicherheit“ bezeichnete, ein Stottern, das ihn bereits seit früher Kindheit belastete und das ihn sein ganzes restliches Leben plagte. Das Stottern war immer ein bedeutender Teil der Mythen, die sich um Lewis Carroll gebildet haben. In diesem Zusammenhang wurde beispielsweise behauptet, dass er nur in der Gesellschaft von Erwachsenen stotterte, in der Gegenwart von Kindern jedoch frei und flüssig sprach. Es gibt keine Belege für diese Behauptung; viele Kinder aus seinem Bekanntenkreis erinnerten sich an sein Stottern, vielen Erwachsenen ist es nicht aufgefallen. Obwohl ihn das Stottern störte, war es nie so schlimm, dass er seine Fähigkeit zum Umgang mit seinen Mitmenschen verloren hätte.

### Studium – Tutor für Mathematik in Oxford

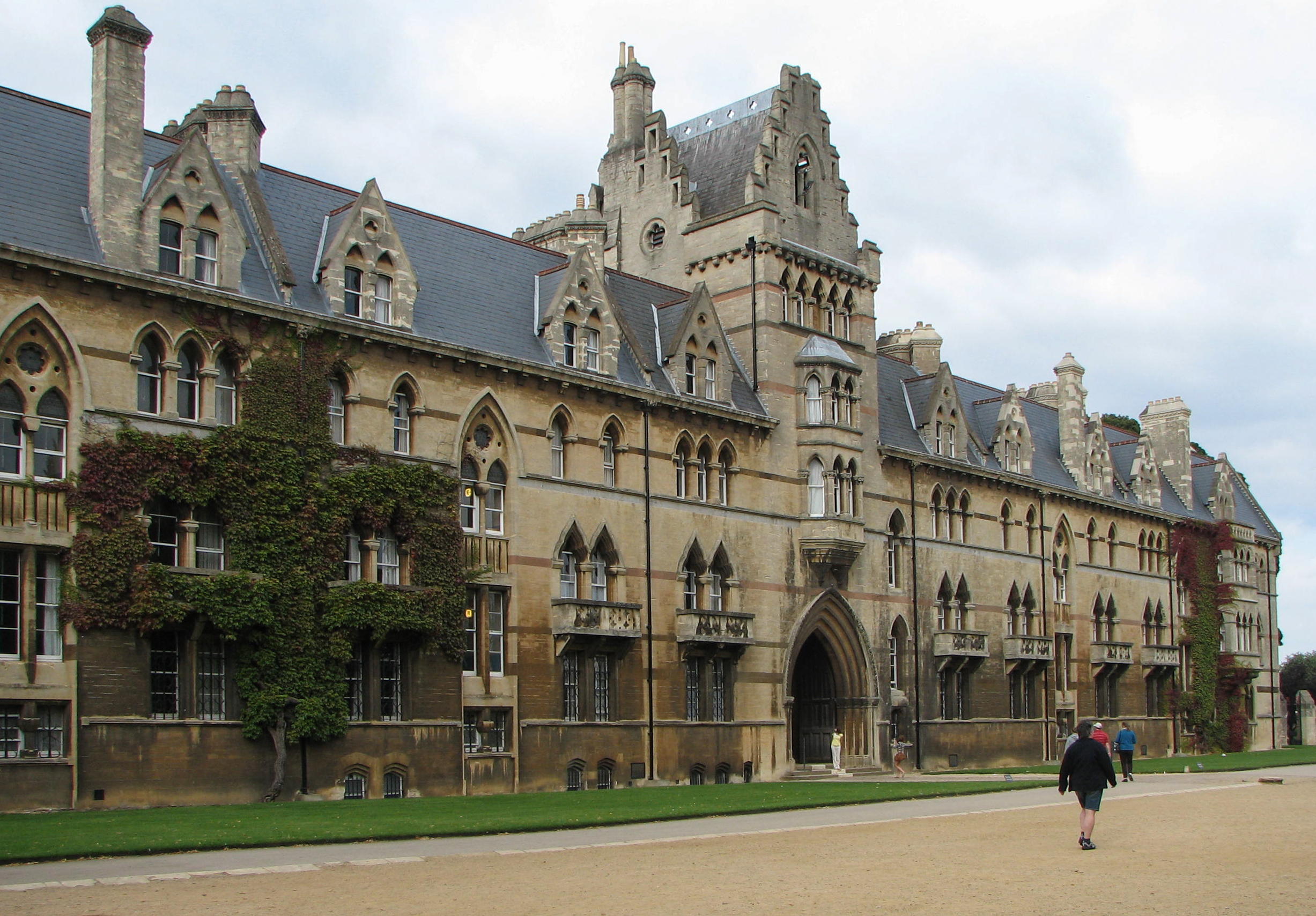
Christ Church in Oxford, Meadow Building

Dodgson besuchte ab Mai 1850 das College seines Vaters, Christ Church, wo er die Fächer Mathematik, Theologie und klassische Literatur belegte. Er war gerade zwei Tage in Oxford, als er nach Hause zurückgerufen wurde. Seine Mutter war im Alter von 47 Jahren an „Hirnentzündung“ (vermutlich einer Meningitis oder einem Schlaganfall) gestorben.
Als er nach Oxford zurückkehrte, fiel ihm das Lernen leicht; im folgenden Jahr schloss er das Grundstudium mit Bestnote ab, und ein alter Freund seines Vaters, der Kanoniker Edward Pusey, schlug ihn für ein Stipendium vor, das ihm das Hauptstudium ermöglichte.
Dodgsons frühe akademische Laufbahn schwankte zwischen hohen Ambitionen und mangelnder Konzentration. Im Jahr 1854 bereitete er sich außerdem auf die Priesterweihe vor. Ein regionales Blatt, die Whitby Gazette in Yorkshire, veröffentlichte um diese Zeit einige seiner Gedichte. Durch Faulheit verfehlte er ein wichtiges Stipendium, aber aufgrund seiner Brillanz als Mathematiker wurde er nach Abschluss des Studiums 1854 im Jahr 1855 als Tutor für Mathematik im Christ Church eingestellt; diese Position sollte er die nächsten 26 Jahre ausfüllen. Er erzielte als Tutor ein gutes Einkommen, doch die Arbeit langweilte ihn. Viele seiner Schüler waren dumm, älter als er, reicher als er, und vor allem waren sie völlig desinteressiert. Sie wollten von ihm nichts lernen, er wollte sie nichts lehren, beidseitige Apathie bestimmte den täglichen Umgang.

### Carroll und das neue Medium Fotografie

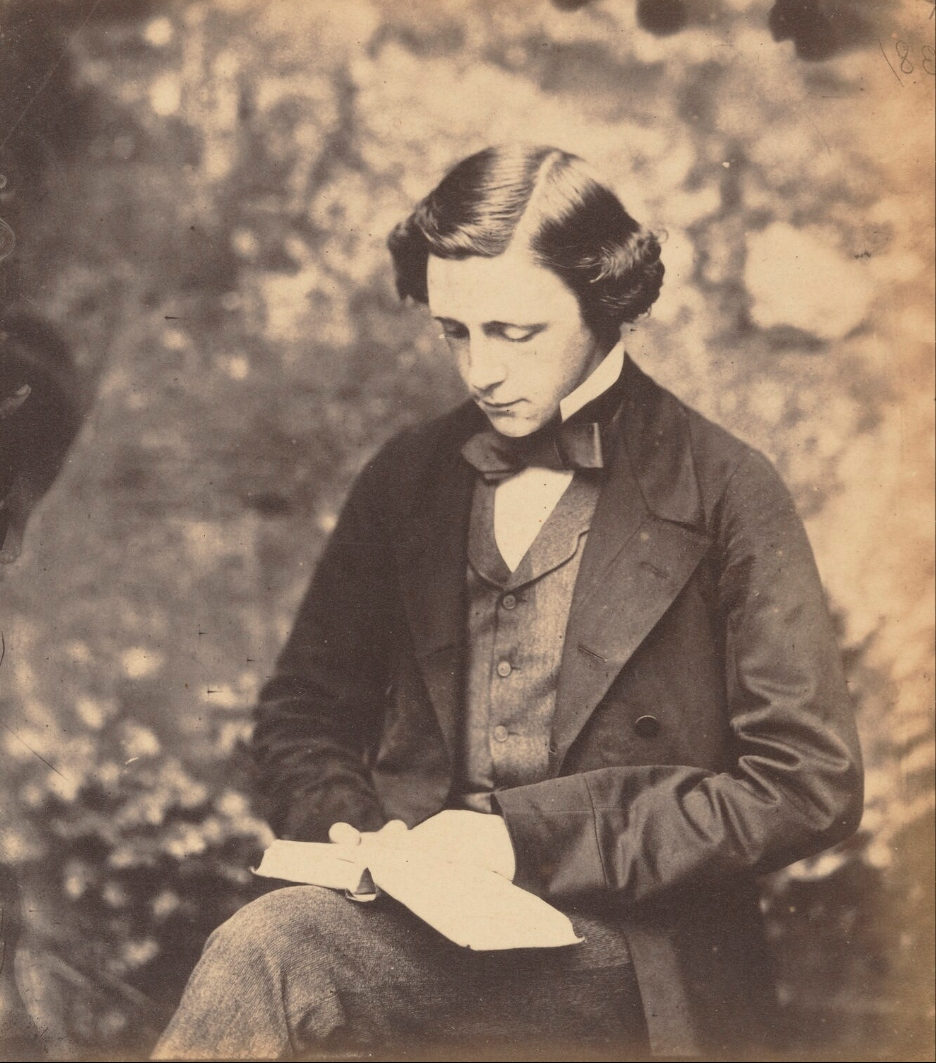
Selbstporträt Carrolls (um 1856)

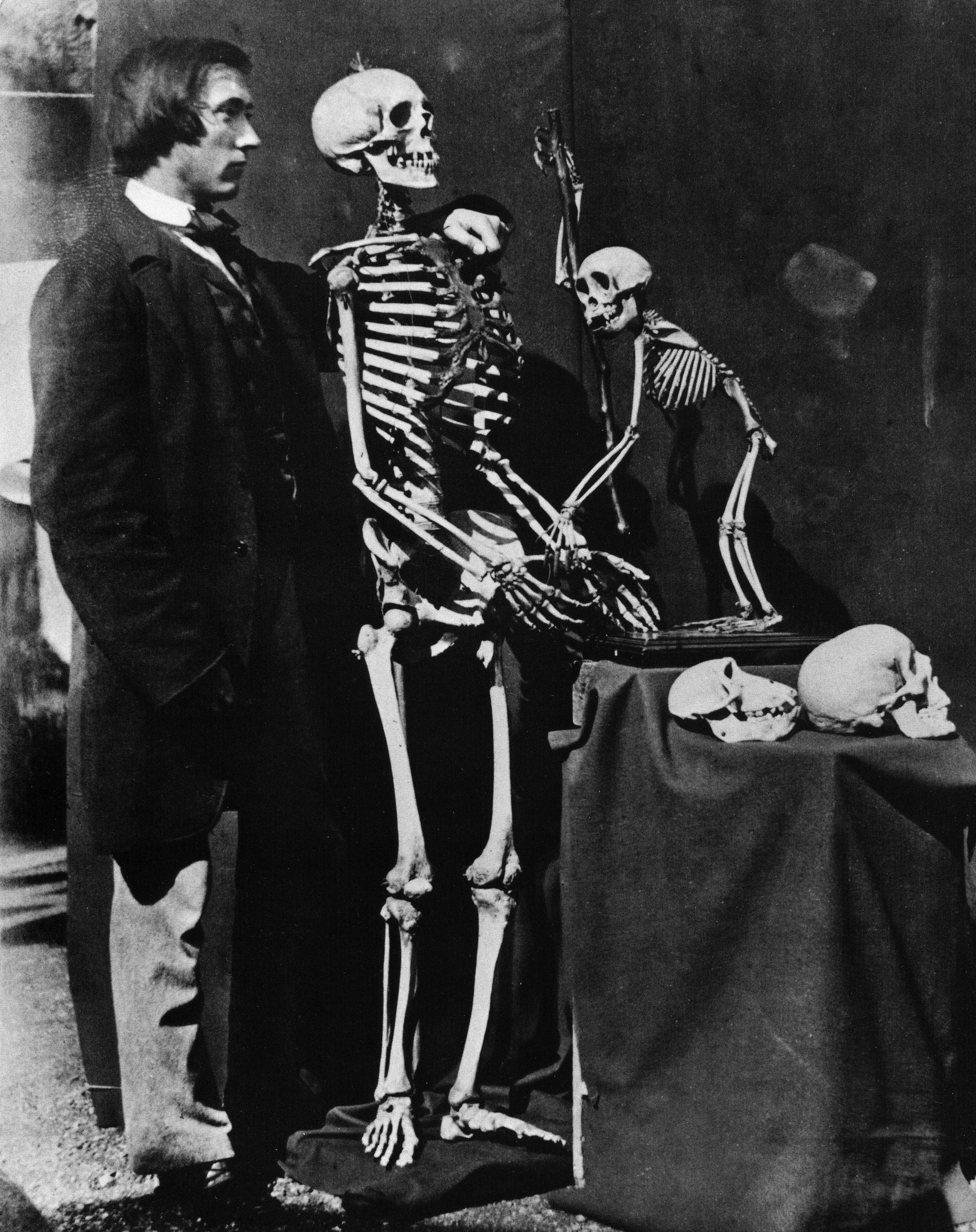
Reginald Southey, Arzt und Freund Carrolls (Foto, 1857)

Sein Dichtername Lewis Carroll, der ihn berühmt machen sollte, erschien 1856 erstmals im Zusammenhang mit einem romantischen Gedicht, Solitude, in der Zeitung The Train, in der einige seiner Parodien, einschließlich Upon the Lonely Moor, veröffentlicht wurden. Edmund Yates, der Verleger des Blattes The Train, brachte ihn auf die Idee. Dieses Pseudonym leitet sich von seinem Realnamen her: Lewis ist die anglisierte Form von Ludovicus, der latinisierten Form für Lutwidge, und Carroll ist die anglisierte Form von Carolus, dem lateinischen Namen für Charles.
Die Fotografie wurde in den 1830er Jahren erfunden, sie stand aber den Amateurfotografen bis zu den 1850er Jahren nicht zur Verfügung; zu dieser Zeit wurde durch die Entwicklung der Kollodium-Nassplatte das fotografische Verfahren erleichtert. Im März des Jahres 1856 erwarb Carroll in London eine neue Kamera mit den dazugehörigen chemischen Materialien zum Preis von 15 Pfund, damals eine hohe Summe. In den neuen technischen Errungenschaften, für die er stets Interesse zeigte, beeinflussten ihn sein Onkel Skeffington Lutwidge, den er schon in seiner Kindheit besucht hatte, sowie sein Freund aus Oxford, Reginald Southey, mit dem er die ersten fotografischen Versuche unternahm.

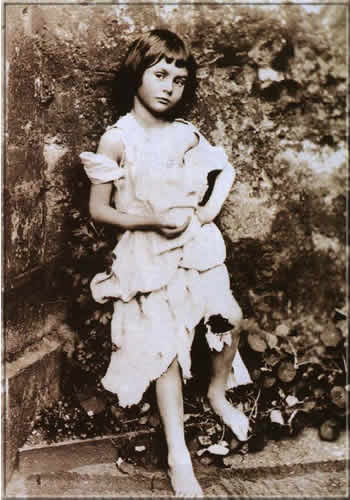
Alice Liddell als Bettelmädchen (Foto, Ende der 1850er Jahre)

Trotz der ausdünstenden chemischen Lösungsmittel entwickelte Carroll die Fotos in einer Ecke seines Zimmers. 1868 bekam er ein größeres Studio im Christ Church und errichtete darüber ein eigenes Atelier, das jedoch erst im Jahr 1871 fertiggestellt wurde. Von diesem Zeitpunkt an hatte er eine fotografische Ausstattung, die gemäß der Zeit professionell war.
Carrolls bekanntestes Motiv war Alice Liddell, die Tochter des Dekans von Christ Church, Henry George Liddell. Er hatte sie im Jahr 1856 durch das Fenster seines Arbeitsplatzes erblickt, als sie mit ihren Schwestern im Garten des Dekanats spielte. Im April des Jahres machte er den Versuch, von diesem Garten aus die Kirche zu fotografieren, was wegen der ungünstigen Lichtverhältnisse fehlschlug. Carroll lernte bei dieser Gelegenheit die Geschwister kennen und freundete sich mit ihnen an.
Im Jahr 1857 erwarb er den Magister-Grad (MA) und lernte Alfred Tennyson, John Ruskin und William Makepeace Thackeray kennen, die er später fotografisch porträtieren sollte. Er hatte Verbindungen zu den Präraffaeliten, so knüpfte er Freundschaft mit Dante Gabriel Rossetti und seiner Familie und traf unter anderem William Holman Hunt, John Everett Millais und Arthur Hughes.
Als Carroll auf der Isle of Wight Urlaub machte, begegnete er der Fotografin Julia Margaret Cameron, die ebenfalls bekannt war für Porträts bekannter Persönlichkeiten. Ebenso wie Carroll war sie beeinflusst von den Motiven präraffaelitischer Malerei.
1861 wurde er zum Diakon geweiht, das Priesteramt musste er nicht mehr antreten, was ihm recht war, da er befürchtete, beim Predigen ins Stottern zu geraten; so hat er in seinem Leben nur wenige Predigten gehalten.

### Carroll wird Schriftsteller

#### Alice im Wunderland
Am 4. Juli 1862 unternahm Carroll mit seinem Freund Robinson Duckworth und den drei Schwestern Lorina Charlotte, Alice und Edith Liddell einen Bootsausflug auf der Themse und erzählte eine Geschichte. Als Alice Liddell den Wunsch äußerte, er möge die Geschichte aufschreiben, entstand die Inspiration zu seinem weltberühmt gewordenen Kinderbuch Alice im Wunderland.
Im Februar 1863 hatte Carroll das Manuskript von Alice im Wunderland abgeschlossen. Es waren 90 Seiten in seiner peniblen kleinen Handschrift geworden, die zahlreiche Leerstellen aufwiesen, in die Carroll persönlich angefertigte Illustrationen einfügen wollte. Es dauerte noch einmal fast zwei Jahre, bis er die handschriftliche Urfassung mit dem Titel Alice’s Adventures Under Ground fertiggestellt hatte und sie mit der Widmung „Ein Weihnachtsgeschenk für ein liebes Kind in Erinnerung an einen Sommertag“ im November 1864 Alice Pleasance Liddell übergab. Die eigenen Zeichnungen hatten zwar ihren Reiz, doch die laienhafte Ausführung war nicht für eine gedruckte Ausgabe geeignet, die Carroll inzwischen als Möglichkeit nicht ausschließen wollte.

Alice im Wunderland (Originalmanuskript der Urfassung aus dem Jahr 1864)
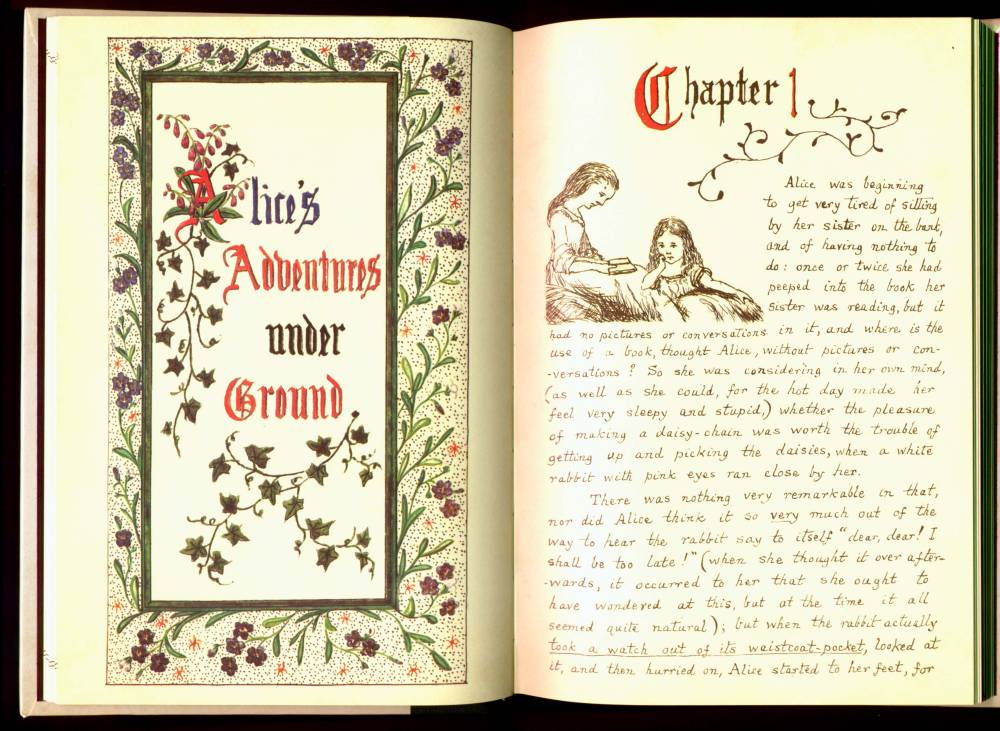
Beginn des 1. Kapitels
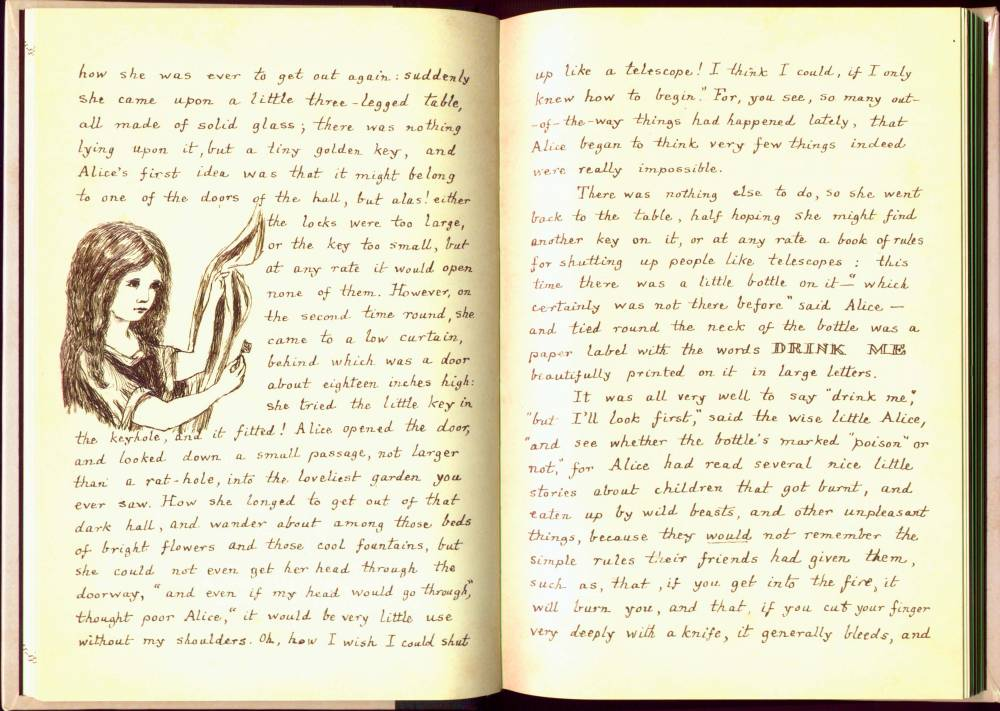
Weitere Zeichnung im 1. Kapitel
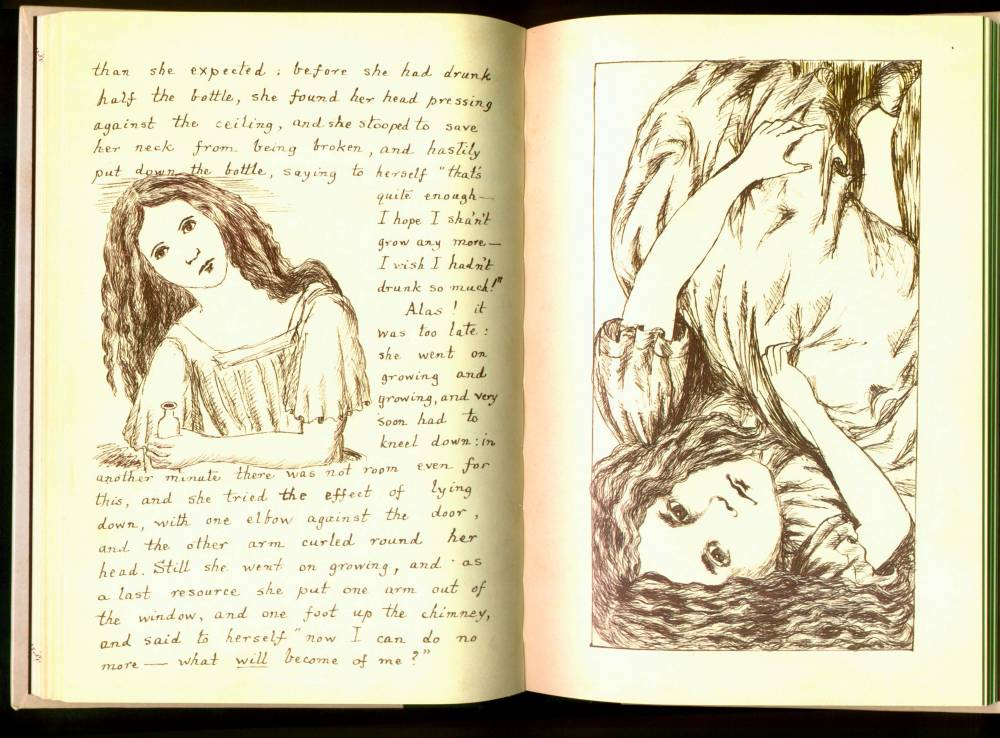
Zeichnungen im 3. Kapitel
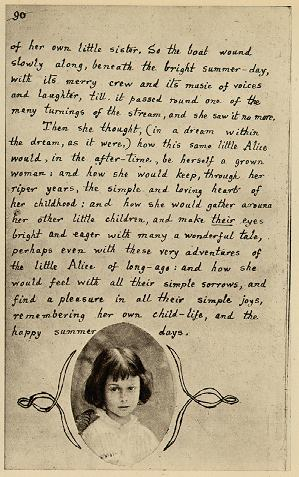
Letzte Seite

Die Freundschaft zwischen der Familie Liddell und Carroll zerbrach im Juni 1863. Über die Ursachen gibt es nur Spekulationen, da die entsprechenden Tagebücher aus dieser Zeit verschollen sind und Carrolls Briefe an Alice von ihrer Mutter vernichtet wurden. Die Spekulationen reichen von seiner angeblichen Verliebtheit in Alice und dem Wunsch, sie zu heiraten, bis hin zu Vermutungen, dass sich eine Liebesbeziehung zu Alice’ ältester Schwester Ina angebahnt habe. Weitere Erklärungen finden sich im Rezeptionsteil zur Geschichte der Tagebücher.
In Hastings lernte er den schottischen Schriftsteller George MacDonald kennen – es war die begeisterte Aufnahme seiner Alice durch die jungen MacDonald-Kinder, die ihn von der Publikation des Werkes endgültig überzeugte.

Lewis Carroll, Mrs. Macdonald und vier ihrer Kinder (1862). Die von Carroll arrangierte Fotografie wurde von einem Assistenten aufgenommen.

Der Verlag Macmillan nahm das inzwischen stark erweiterte Manuskript im Jahr 1863 zur Veröffentlichung an. Das Buch erschien im Jahr 1865, erst unter dem Namen Alice’s Adventures Under Ground und dann nach Erweiterungen als Alice’s Adventures in Wonderland mit Illustrationen des namhaften Zeichners John Tenniel. Das Buch fand gleich nach seinem Erscheinen großen Anklang und viele begeisterte Leser. Dazu gehörten unter anderem der junge Schriftsteller Oscar Wilde und Königin Victoria.

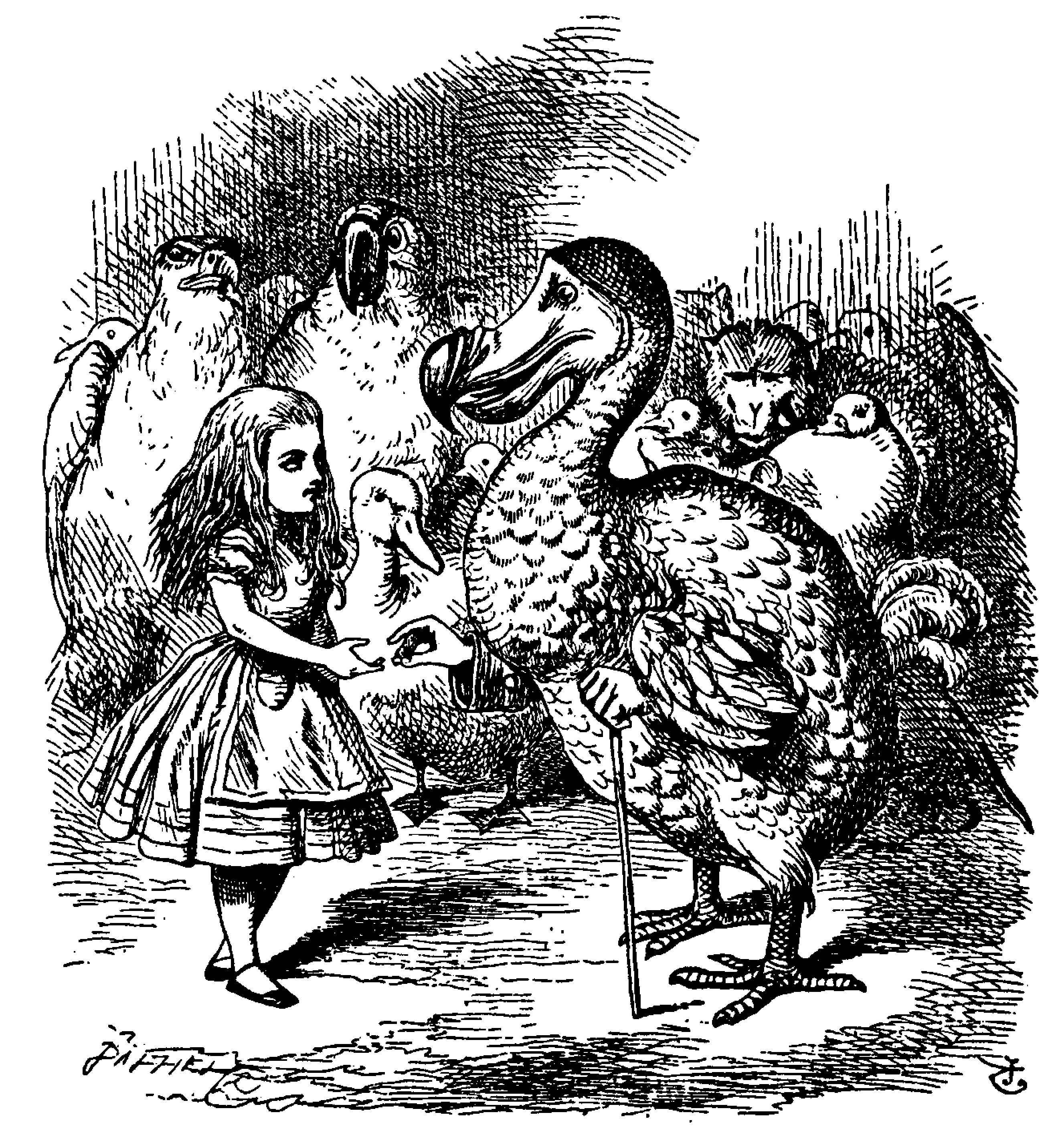
Alice und der Dodo, Zeichnung von John Tenniel (1865)

Wie bekannt, stotterte Carroll, so dass er sich gelegentlich mit „Do-Do-Dodgson“ vorstellte. Es gibt daher Vermutungen, dass sich Carroll mit der Figur des Vogels Dodo in seinem ersten Werk selbst porträtieren wollte. Der echte Dodo ist ein längst ausgestorbener Vogel, den Alice im Universitätsmuseum von Oxford zum ersten Mal sah und der gegenwärtig dort noch ausgestellt ist.
Im Jahr 1886 trat Carroll nach langer Zeit wieder in Kontakt zu Alice Liddell, inzwischen verheiratete Hargreaves, und bat sie um Erlaubnis, von seinem Originalmanuskript eine Faksimile-Ausgabe herstellen zu lassen. Diese erschien Ende des Jahres in einer Auflage von 5000 Exemplaren; in den 1980er Jahren gab es einen erneuten Reprint.
30 Jahre nach dem Tod Carrolls gab Alice Hargreaves im Jahr 1928 das Originalmanuskript mit den eigenhändigen Zeichnungen zum Verkauf frei. Es erzielte hohe Preise und gelangte erst im Jahr 1946 durch eine Initiative der amerikanischen Nationalbibliothek (Library of Congress) und bibliophiler Anhänger wieder nach England. Die Amerikaner sahen die Übergabe „als kleines Zeichen der Anerkennung, dass die Engländer Hitler in Schach gehalten haben, während wir uns erst noch auf den Krieg vorbereiteten“. Es ist im „Manuscript Room“ des Britischen Museums in London ausgestellt.

#### Alice hinter den Spiegeln

Alice hinter den Spiegeln, Zeichnung von John Tenniel (1871)

Von Juni bis September des Jahres 1867 führte ihn eine Reise nach Russland, und er begann, am Manuskript Through the Looking-Glass (Alice hinter den Spiegeln) zu arbeiten, einer Fortsetzung der erfolgreichen Alice im Wunderland. Im selben Jahr wurde Brunos Rache veröffentlicht, später sollte es ein Teil von Sylvie & Bruno werden.

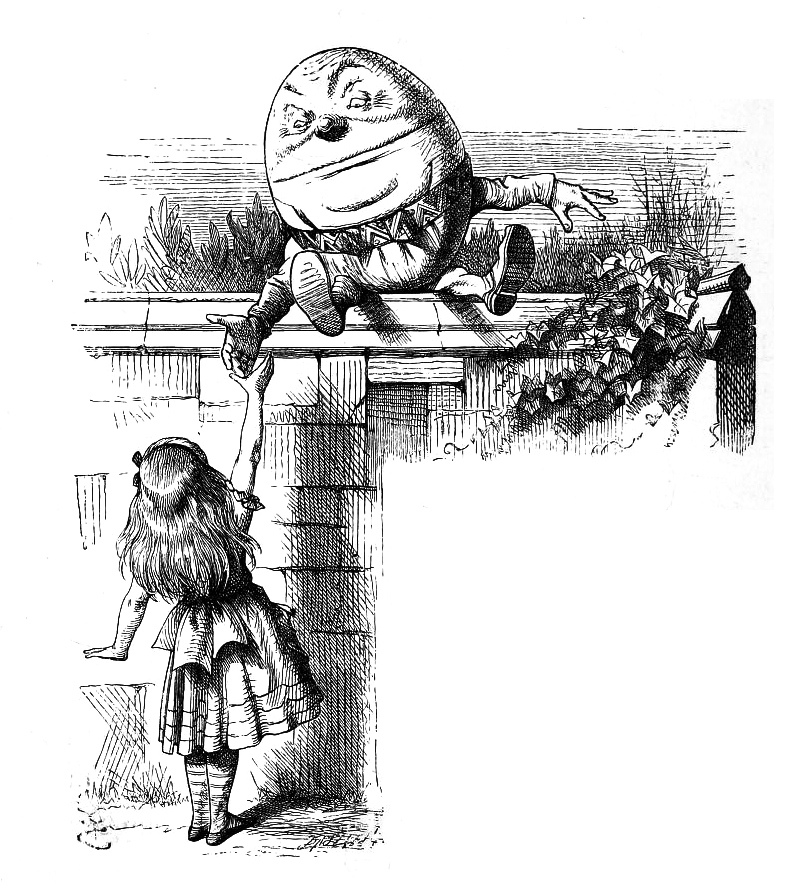
Alice und Humpty Dumpty, Zeichnung von John Tenniel (1871)

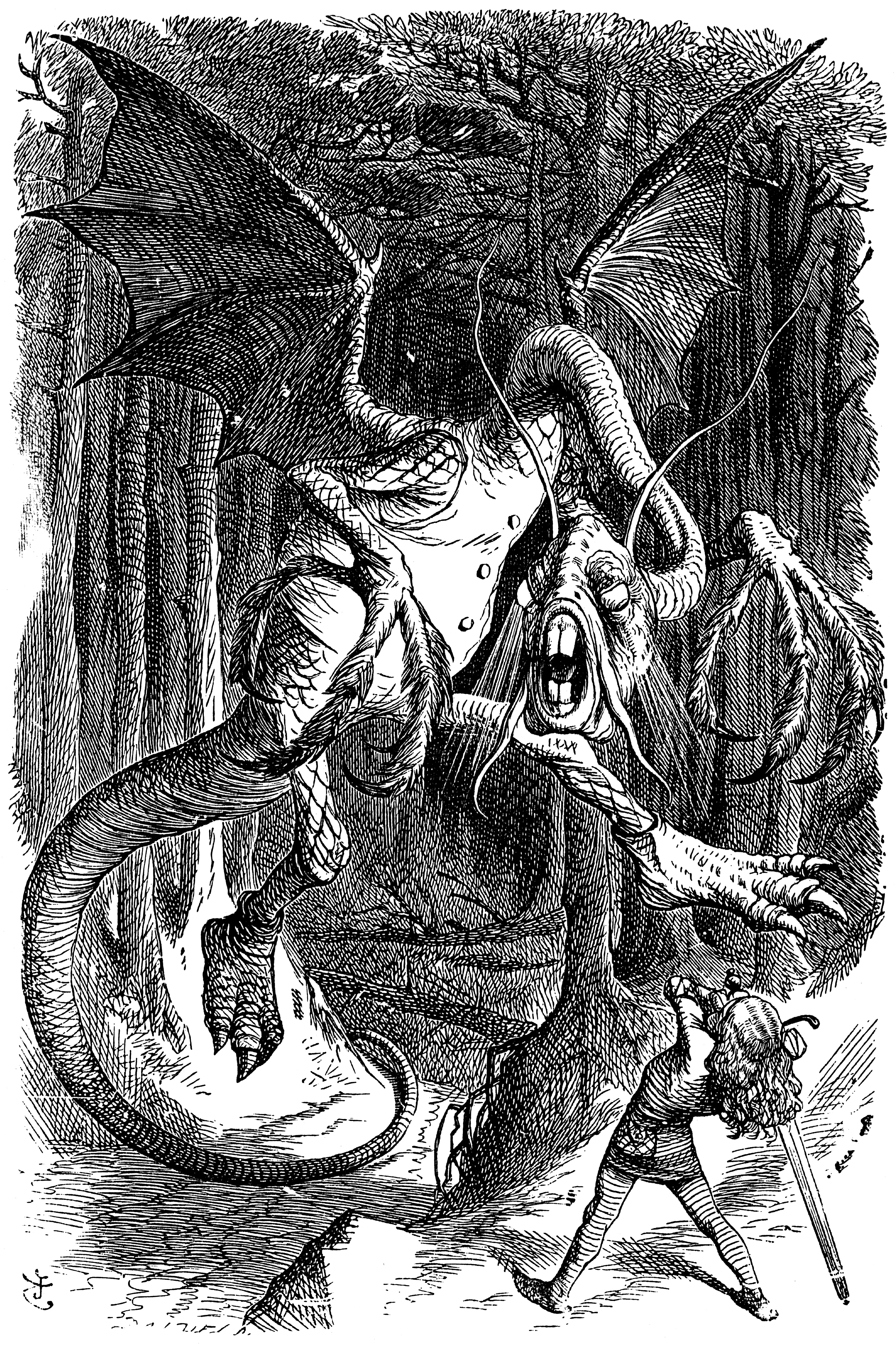
Jabberwocky, Zeichnung von John Tenniel (1871)

1868 starb Carrolls Vater, die Familie musste daher aus dem Pfarrhaus in Croft ausziehen. Carroll war nun neues Familienoberhaupt und suchte für seine unverheirateten Schwestern eine neue Bleibe. Er fand nach vielen Bemühungen „The Chestnut“, ein Haus in Guildford in der Grafschaft Surrey, das zum neuen Familienwohnsitz werden sollte. Der Tod des Vaters ließ ihn mehrere Jahre in Depressionen verfallen. Es erschien seine erste mathematische Veröffentlichung unter dem Titel The Fifth Book of Euclid. Seine zweite wissenschaftliche Veröffentlichung erschien 1879 als Euclid and his Modern Rivals.
Im Jahr 1869 wurde der Titel Phantasmagoria and Other Poems, in dem mehrere Gedichte zusammengefasst worden waren, in kleiner Auflage veröffentlicht.
Für Alice hinter den Spiegeln aus dem Jahr 1871 schrieb Carroll einzelne Geschichten, Fabeln oder Gedichte im Gegensatz zu seinem ersten Buch, das aus einer fortlaufenden Erzählung bestand. Trotz einiger Schwierigkeiten, die sich bei der ersten Veröffentlichung ergeben hatten, verpflichtete er wiederum John Tenniel als Illustrator. Den Anstoß für das Buch gab erneut ein Mädchen namens Alice. Carroll traf Alice Raikes im August 1868 im Haus ihres Onkels in London und führte sie beim gemeinsamen Spiel vor einen Spiegel. Er gab ihr eine Apfelsine in die rechte Hand und fragte, in welcher Hand Alice’ Spiegelbild die Apfelsine halte. „In der linken“ war die Antwort. Carrolls Frage nach einer Lösung beantwortete das Mädchen wie folgt: „Wenn ich auf der anderen Seite des Spiegels wäre, wäre dann die Apfelsine nicht immer noch in meiner rechten Hand?“ Diese Episode schmückte Carroll weiter aus und formte sie zu der Geschichte von Alice hinter den Spiegeln.

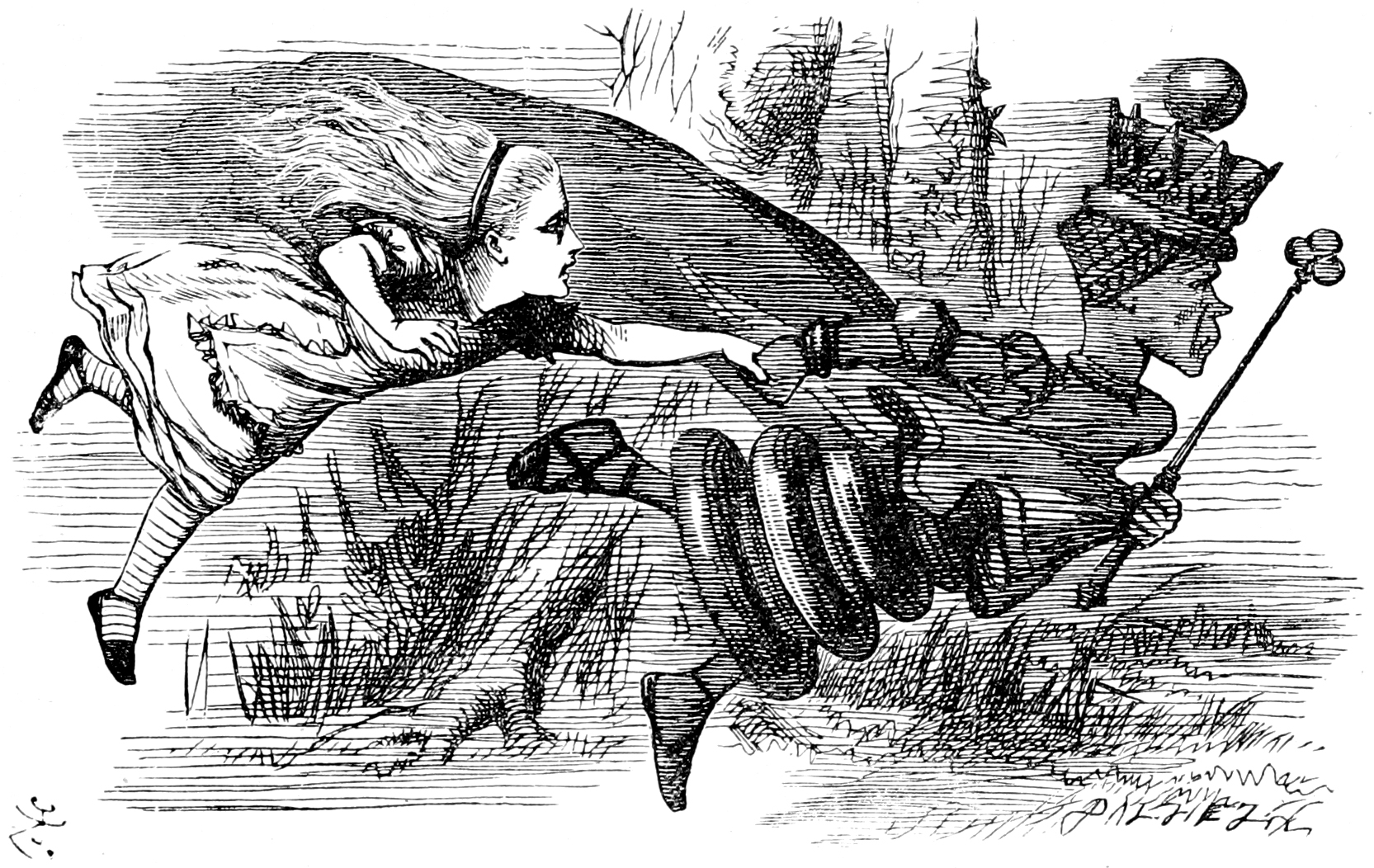
Alice und die Rote Königin, Zeichnung von John Tenniel (1871)

Aus seiner Familienzeitung Mischmasch entnahm er für die Ausgabe das Nonsensgedicht Jabberwocky (in Christian Enzensbergers Übersetzung heißt es Der Zipferlake), das mit dem ersten Vers in Spiegelschrift beginnt; diese Schreibweise war ursprünglich für das gesamte Buch vorgesehen.
Der erste Vers von Jabberwocky:
Twas brillig, and the slithy toves / Did gyre and gimble in the wabe; / All mimsy were the borogoves, / And the mome raths outgrabe.
Verdaustig wars, und glasse Wieben / Rotterten gorkicht im Gemank; / Gar elump war der Pluckerwank, /Und die gabben Schweisel frieben. (Übersetzung Christian Enzensberger)
Besonders bekannt in Alice hinter den Spiegeln sind als Figuren ebenfalls das Ei auf der Mauer, genannt Humpty Dumpty, die Zwillinge Tweedledee und Tweedledum und die darin auftretende Rote Königin, die der neugierigen Alice erklärt: „Hierzulande musst du so schnell rennen, wie du kannst, wenn du am gleichen Fleck bleiben willst.“

#### The Hunting of the Snark

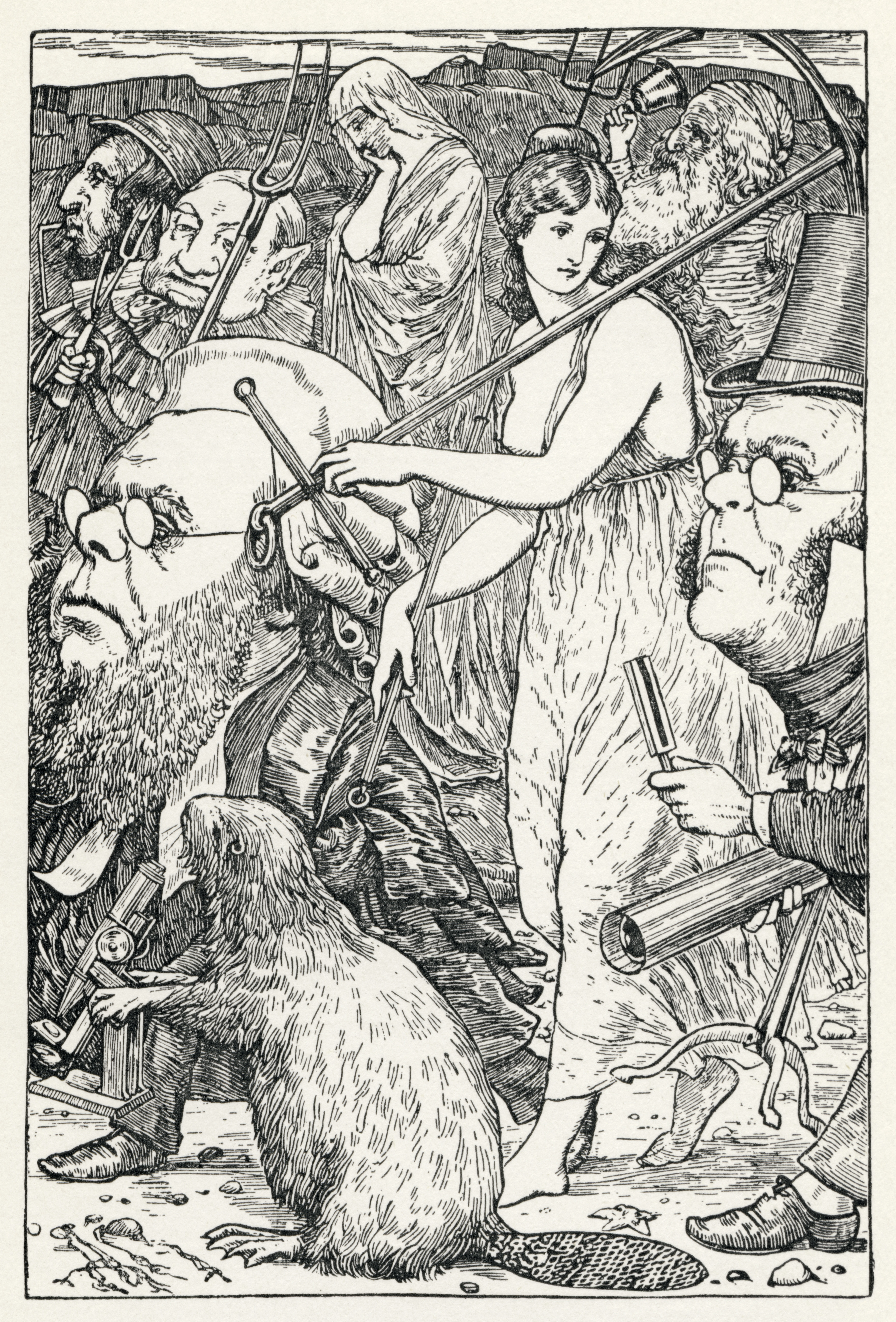
Zeichnung von Henry Holiday zum Schnark

Im Jahr 1876 wurde Carrols drittes großes Werk veröffentlicht, The Hunting of the Snark (Die Jagd nach dem Schnark), eine fantastische Nonsens-Ballade. Die Illustrationen schuf Henry Holiday. Das Gedicht handelt von einer seltsamen Jagdexpedition, die sich mit Sorgfalt, Hoffnung und einer völlig leeren Meereskarte aufmacht, ein mysteriöses Wesen namens Snark zu fangen. Darin wird unter anderem die interessante Ansicht geäußert, etwas stimme, wenn es dreimal gesagt wird. Der Snark vereinigt in sich außergewöhnliche Eigenschaften. So ist er praktisch beim Anzünden von Lichtern, hat die Gewohnheit, erst am Nachmittag aufzustehen, versteht keinen Scherz und liebt Badekarren. Der präraffaelitische Maler Dante Gabriel Rossetti soll geglaubt haben, das Gedicht stehe mit ihm in Verbindung.
Im englischen Sprachraum ist es legendär, in Deutschland ist das Gedicht jedoch weniger bekannt. Dennoch gibt es mehrere deutsche Übersetzungen der „Agonie in acht Krämpfen“, so der Untertitel, darunter Die Jagd nach dem Schnark von Klaus Reichert sowie als Reclam-Ausgabe Die Jagd nach dem Schnatz.
Die Jagd nach dem Schnark wurde außerdem in etlichen Varianten für die Bühne und als Musical adaptiert, beispielsweise von Mike Batt im Jahr 1987. Michael Ende übersetzte das Gedicht für die darauf basierende Oper des Komponisten Wilfried Hiller, die am 16. Januar 1988 im Prinzregententheater in München unter dem Titel Die Jagd nach dem Schlarg uraufgeführt wurde.

### Die späteren Jahre

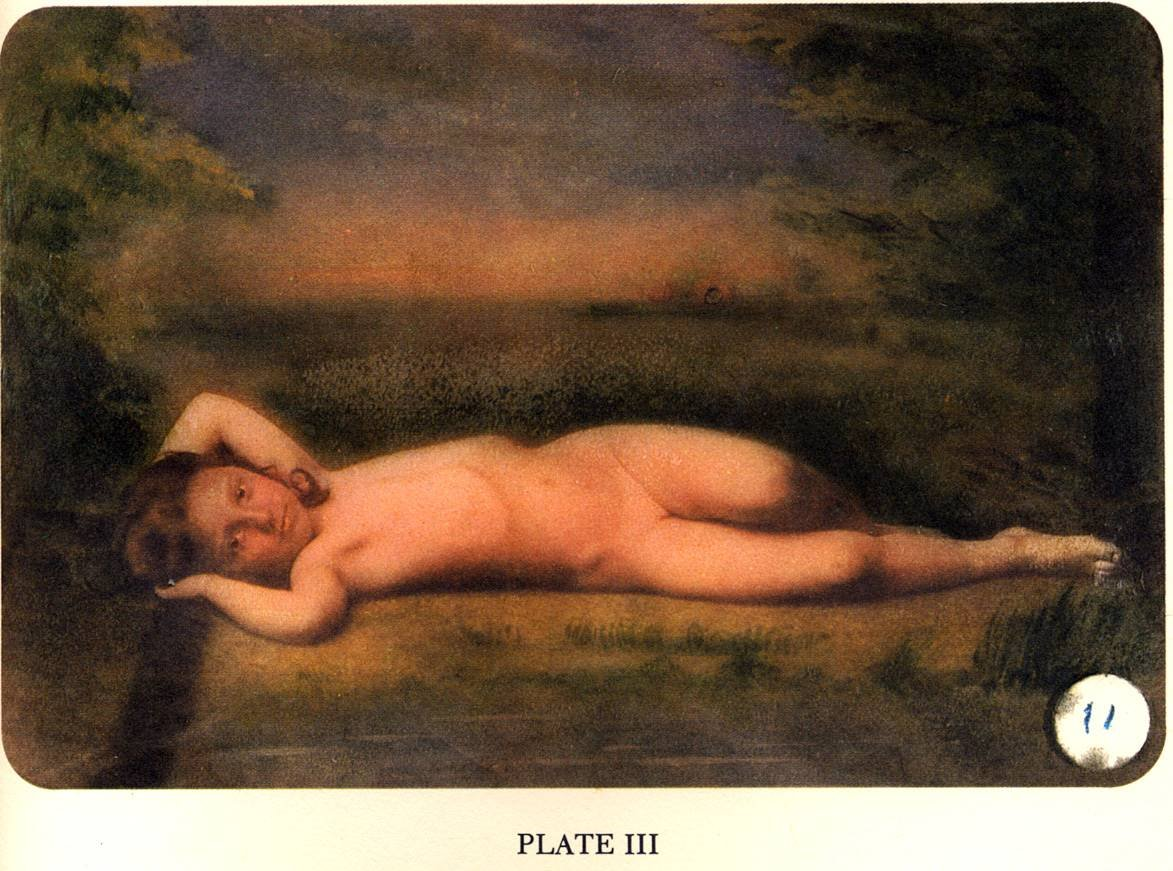
Fotografie Evelyn Hatchs, 1879, koloriert von Anne Lydia Bond nach Anweisungen Carrolls (1879)

Carroll gehörte zu den Schriftstellern, die im Gegensatz zu anderen Kollegen bereits zu Lebzeiten sehr bekannt und wohlhabend wurden. 1880 beendete er allerdings abrupt seine erfolgreiche fotografische Arbeit. Die Hintergründe sind nie ganz geklärt worden. Vermutungen beziehen sich jedoch unter anderem auf zunehmende Probleme mit den Eltern der kleinen Mädchen, die er unbekleidet fotografieren wollte. Carroll war fasziniert von jungen Mädchen, die meistens fünf bis sechs Jahre alt waren, wenn er sie fotografierte; sie mussten in ihrer Ausstrahlung Lebendigkeit, Unschuld und Schönheit ausdrücken. Die englische Malerin Gertrude Thomson, die ihm ab 1878/79 gelegentlich junge weibliche Modelle vermittelte und bei seinen Fototerminen anwesend war, beschrieb die Requisiten wie Kostüme, mechanische Bären und Kaninchen in seinem Studio und erinnerte sich an die gemeinsam vergnüglich verbrachten Stunden. Sie erinnerte sich an die Treffen mit Carroll: „Wie sein Lachen klang – wie das eines Kindes!“ Mit ihm gemeinsam hatte sie die Vorliebe für Feen und Nymphen, die auf ihren Bildern ebenfalls nackt erschienen.
Seine Tätigkeit als Tutor führte er bis zum Jahr 1881 am Christ Church College fort; eine Tätigkeit als Kurator schloss sich bis zum Jahr 1892 an. Das Studio im College blieb in der folgenden Zeit weiterhin sein Wohnsitz, da der Lehrkörper des College generell ein Wohnrecht auf Lebenszeit hatte.

#### Sylvie und Bruno

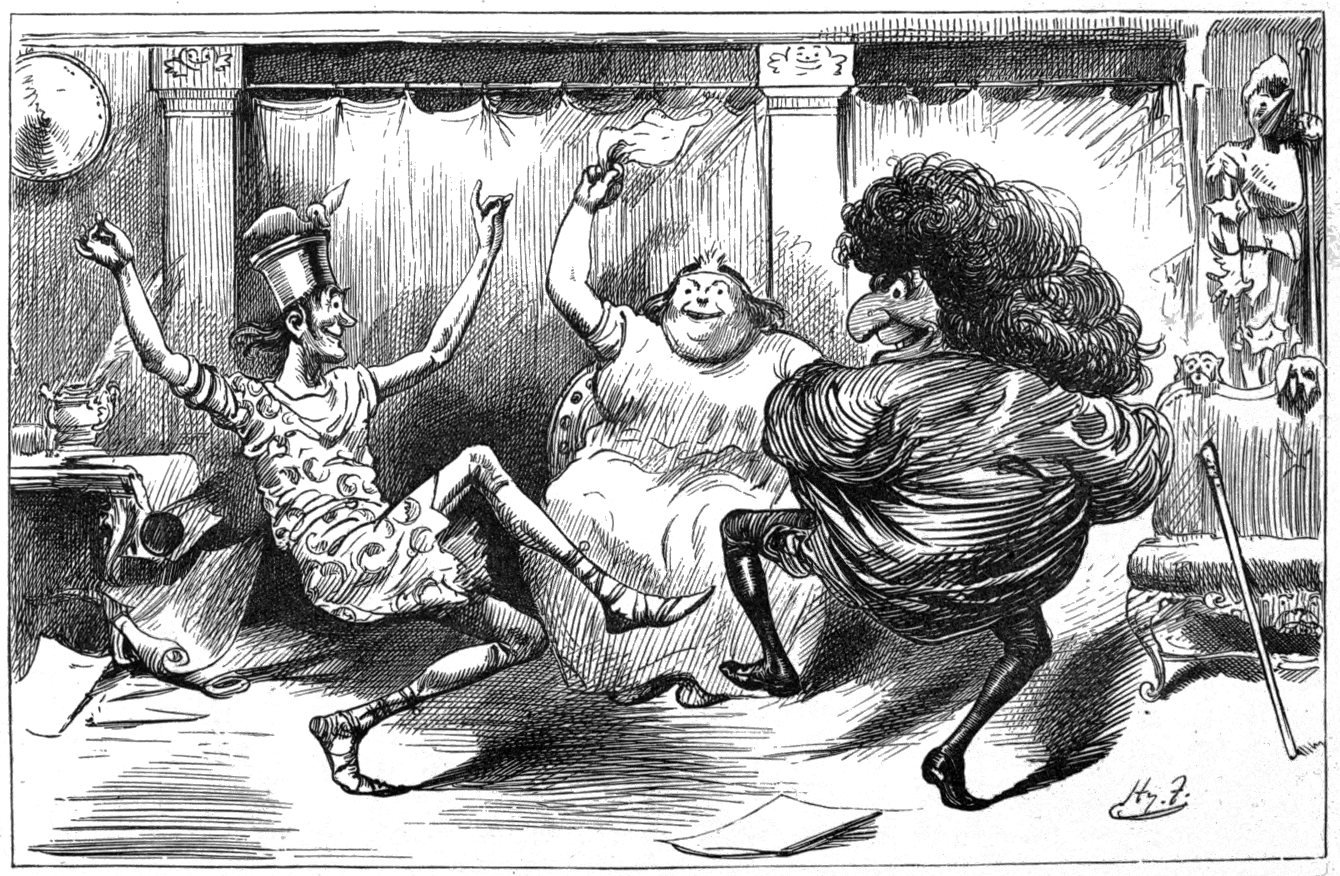
Sylvie und Bruno, Erster Teil. Zeichnung von Harry Furniss

Carrolls einziger Roman, Sylvie und Bruno, an dem er zehn Jahre lang gearbeitet hatte, wurde in zwei Bänden in den Jahren 1889 und 1893 veröffentlicht. Die Illustrationen stammen von Harry Furniss. Anders als in den Alice-Büchern treffen hier Kinder und Erwachsene aufeinander, und erstmals in seinem Werk taucht eine männliche Hauptfigur auf. Im Gegensatz zu seinen verspielten ersten Erzählungen ist der Roman von strengen moralischen Regeln bestimmt, und die Ebenen von Realität und Fantasie sind im Gegensatz zu seinen früheren Werken klar erkennbar. Eine Gemeinsamkeit stellt die Suche nach der Identität dar. Verschiedene Interpreten haben die Parallelen zu den Konflikten der Romanfiguren und denen des Autors hervorgehoben. Beispielsweise sind neben der Identitätssuche die Bedeutung des Vaters, der sonst in keinem Werk Carrolls eine Rolle gespielt hat, die Überlegenheit der beiden älteren Schwestern, seine Technikgläubigkeit sowie eine gewisse Wissenschaftskritik ein Thema. Diesem Werk blieb der überragende Erfolg seiner Vorgänger versagt, vermutlich wegen der eklatanten Unterschiede zu seinen früheren fantastischen Werken. Der Anglist Klaus Reichert sieht in Sylvie und Bruno den Wunsch Carrolls, „sich als identisch mit sich selbst zu sehen“. 

### Tod Lewis Carrolls

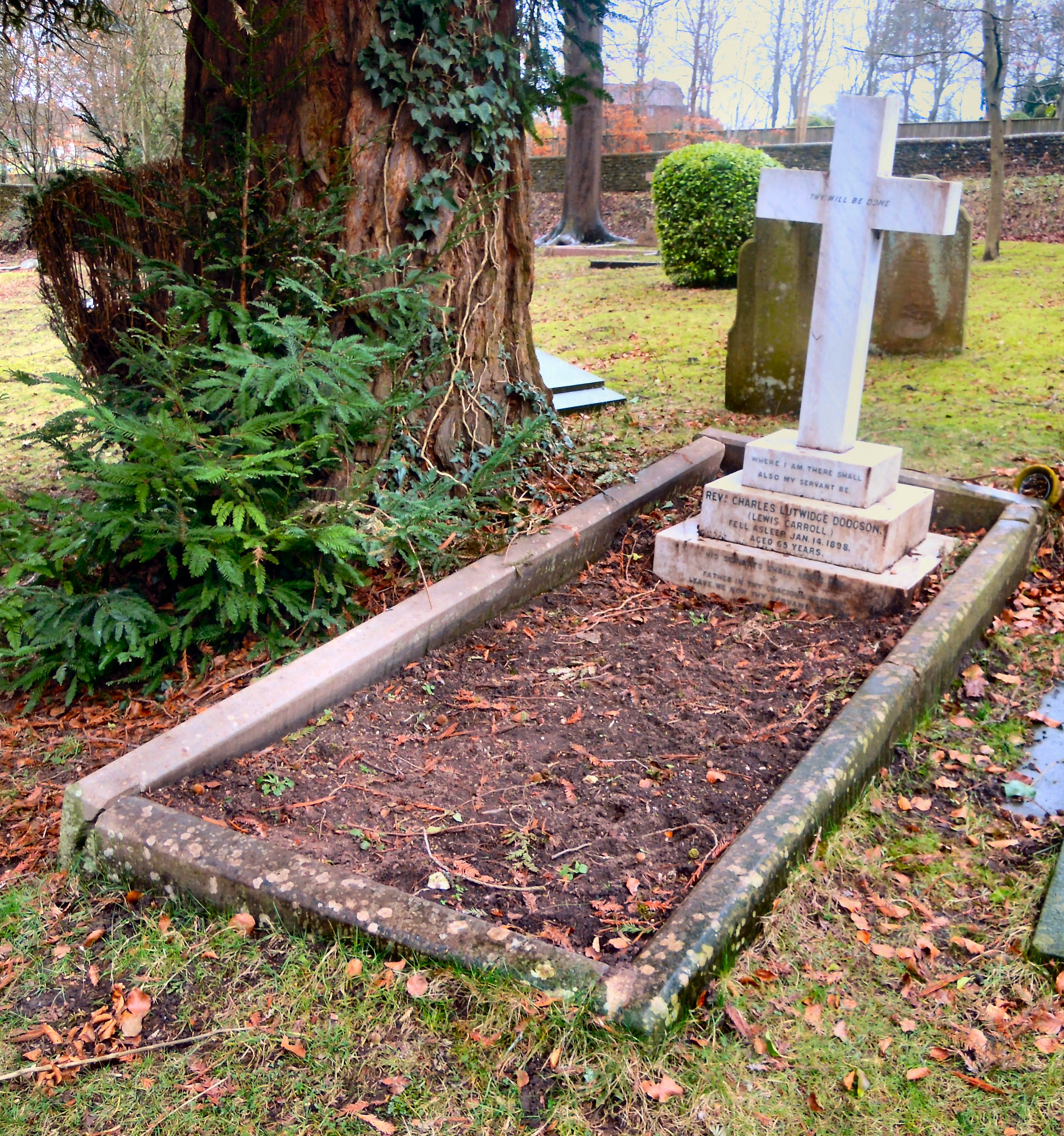
Das Grab von Lewis Carroll in Guildford

In seinen letzten Lebensjahren dachte Carroll schon oft an den Tod. Kurz vor Weihnachten des Jahres 1897 fuhr er wie jedes Jahr zu seinen Schwestern nach Guildford. Er war erkältet, wie so oft, da er in seinen Räumen am Christ Church College an Heizung sparte. Um die Jahreswende verschlechterte sich sein Gesundheitszustand. Am frühen Nachmittag des 14. Januar 1898 starb Lewis Carroll an den Folgen einer Lungenentzündung im Haus der Schwestern, „The Chestnuts“. Unter den Trauergästen war die Malerin Gertrude Thomson, mit der er zeitweilig zusammengearbeitet hatte.
Lewis Carrolls Grabsockel auf dem Mount Cemetery, dem Friedhof von Guildford, trägt neben der Inschrift „Rev. Charles Lutwidge Dodgson“ in Klammern darunter den Zusatz „(Lewis Carroll)“ – ein Zeugnis für sein Doppelleben, das ihn bis in den Tod begleitet hat.

## Doppelleben als Wissenschaftler und Künstler

### Der Mathematiker und Geistliche Charles Lutwidge Dodgson

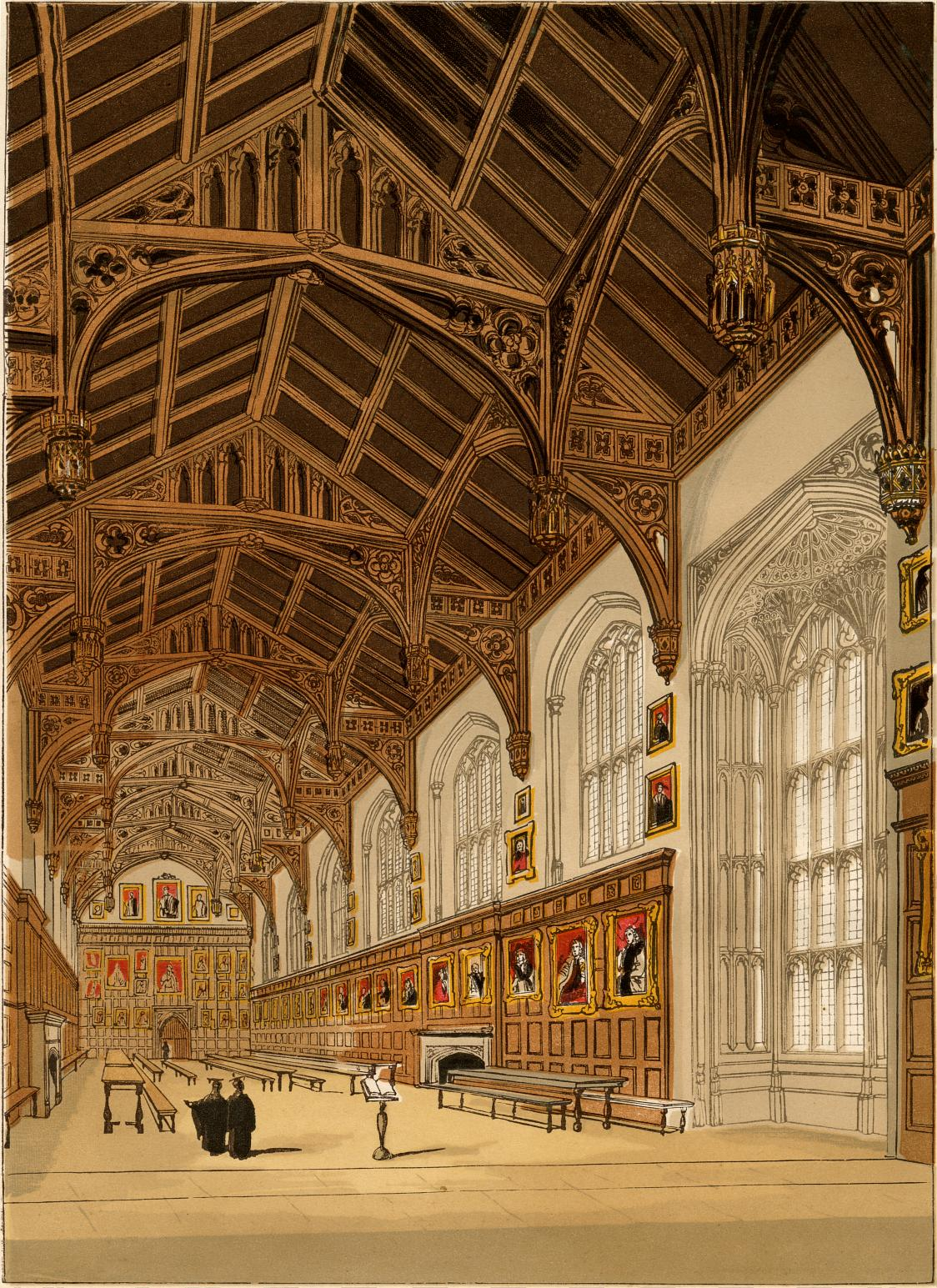
Great Hall des Christ Church Colleges, Gemälde eines unbekannten Künstlers (1845)

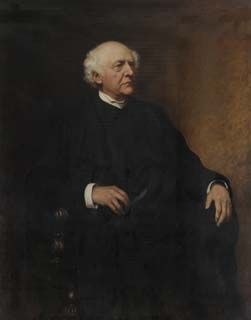
Henry George Liddell, Gemälde von Hubert von Herkomer (1891)

Unter seinem Realnamen begann Carroll im Jahr 1855, im Christ Church College zu unterrichten. Als Tutor für Mathematik hatte er eine Gruppe von Studenten zu betreuen, die es ihm nicht leicht machte. Sein Unterricht wurde von den Studenten nicht geschätzt, offensichtlich fehlte es Carroll dort an dem Humor, der seine literarischen Werke würzt.
In einem Brief beschrieb er, dass ein Tutor würdevoll zu sein habe und Abstand zu seinen Schülern bewahren müsse:
„Sonst ist er nicht demütig genug, wißt Ihr. So sitze ich also in der äußersten Ecke des Zimmers; vor der (geschlossenen) Tür sitzt der Diener; vor der äußeren Tür (ebenfalls geschlossen) sitzt der Unterdiener; eine halbe Treppe tiefer sitzt der Unter-Unter-Diener; und draußen im Hof sitzt der Schüler. Die Fragen werden von einem zum anderen gebrüllt, und die Antworten kommen genauso zurück – es ist ziemlich verwirrend, bis man sich daran gewöhnt hat.“
Es folgte ein absurder Dialog zwischen Schüler und Lehrer, der über die Diener vermittelt wurde und viele Missverständnisse hervorrief. In diesem Brief steckt schon die Satire seines späteren Werks als Schriftsteller, indem er Bezug nimmt auf die konservative Ausrichtung des College, das unter dem Einfluss der Kirche stand. Reformvorschläge zielten darauf hin, den universitären Instanzen mehr Macht zu gewähren. Unter dem Titel Notes by an Oxford Chiel veröffentlichte Carroll eine Sammlung kurzer Satiren zu verschiedenen Angelegenheiten der Universitätspolitik in Oxford.
Dem neuen, im Jahr 1855 eingesetzten Dekan Henry George Liddell, Vater der Alice, war der Ruf vorausgeeilt, ein Reformator zu sein, doch in seiner Amtszeit änderte sich nichts Wesentliches. Carroll selbst beteiligte sich an Reformvorschlägen im wissenschaftlichen Sinn, doch war er konservativ in Fragen der theologischen Traditionen.
Nachdem er im Jahr 1881 seine Tätigkeit als Tutor aufgegeben hatte, ließ er sich 1882 zum Kurator wählen. Seine Tätigkeit bestand darin, den Gemeinschaftsraum (Common Room) zu beaufsichtigen und Aktivitäten zu organisieren. Dort führte Carroll beispielsweise eine Laterna magica vor und informierte über die neue Welt der technischen Medien. 1892 gab er diese Stellung wieder auf.

Carrolls Studio in Christ Church

Neben seiner unterrichtenden Tätigkeit verfasste Carroll unter seinem Realnamen verschiedene mathematische Abhandlungen und Bücher über Algebra, ebene algebraische Kurven, Trigonometrie, zwei Bücher über Euklid, ein zweibändiges Buch Curiosa Mathematica (1888, 1893), dessen zweiter Teil der Unterhaltungsmathematik gewidmet ist, sowie 1896 sein letztes Werk mit dem Titel Symbolic Logic. Nach zeitgenössischen Aussagen war Carroll kein bedeutender Mathematiker, da ihm formale und inhaltliche Fehler nachgewiesen wurden, seit den 1970er Jahren sind aber insbesondere seine Beiträge zur Logik durch die Untersuchung seines Nachlasses neu bewertet worden (siehe Rezeption). Was seine Werke auszeichnete, war die Darstellung, so konzipierte er sein mathematisches Hauptwerk Euclid and his Modern Rivals als Theaterstück, die Auseinandersetzung um mathematische Fragen wurde in Dialogform präsentiert, wobei zu seiner Verteidigung der Geist Euklids auftritt. In dem Buch ging es ihm darum, Euklids altes Lehrbuch in seiner ursprünglichen Form für den Gebrauch im Unterricht zu verteidigen. Er verteidigt Euklids Behandlung des Parallelenpostulats, nimmt aber in seinem ersten Band der Curiosa Mathematica von 1888 einen ganz anderen, eigenen Standpunkt ein.
In der Debatte um neue Perspektiven in der Naturwissenschaft nahm Carroll eine konservative Haltung ein und betonte, die Wissenschaft dürfe nicht alles, was ihr theoretisch möglich sei, in die Tat umsetzen. Beispielsweise lehnte er Tierversuche (damals: Vivisektion) ab, die er in nur wenigen Fällen für gerechtfertigt hielt. In seiner 1875 verfassten Abhandlung Einige verbreitete Irrtümer über die Vivisektion stellte er 13 Thesen auf, um seinen Standpunkt zu begründen.
Besonders in den späteren Jahren erfand er Puzzles, Rätsel und Geschichten, die häufig von Zahlen ausgingen, die im Grunde aber die Frage nach der menschlichen Existenz, der Realität und Inszenierung stellten. Eine Serie von Denksportaufgaben wurde ab 1880 in der Londoner Zeitschrift The Monthly Packet abgedruckt. Es erschienen zehn Folgen, von ihm „Knoten“ genannt, wobei jeweils eine oder mehrere mathematisch-logische Aufgaben in eine kleine Geschichte eingekleidet waren. Später wurden diese Geschichten als A Tangled Tale in Buchform veröffentlicht. Zu den von ihm erdachten Rätseln gehören auch die Wortleitern, von ihm Doublets genannt.
Aufgrund seiner Aufnahme im Christ Church College hatte Carroll sich verpflichten müssen, eine Ausbildung zum Priester zu durchlaufen. Auf diese Weise erhielt er ein Stipendium und ein lebenslanges Wohnrecht im College. Im Jahr 1861 wurde er von Samuel Wilberforce, dem Bischof von Oxford, zum Diakon (Deacon) geweiht. Er schlug die von seinem Vater gewünschte Priesterlaufbahn jedoch nicht ein, der diese Familientradition durch den Sohn fortgeführt sehen wollte, da er dazu die von ihm sehr geliebten Theaterbesuche hätte aufgeben müssen und er aufgrund seiner Neigung zum Stottern nicht dazu prädestiniert war, Predigten zu halten. Seine strengen religiösen Überzeugungen prägten jedoch weiterhin sein Leben.
Caroll war Mitglied der Society for Psychical Research, einem Verein zur Erforschung parapsychologischer Phänomene.

### Der Fotograf und die Mädchen – The „Carroll Myth“

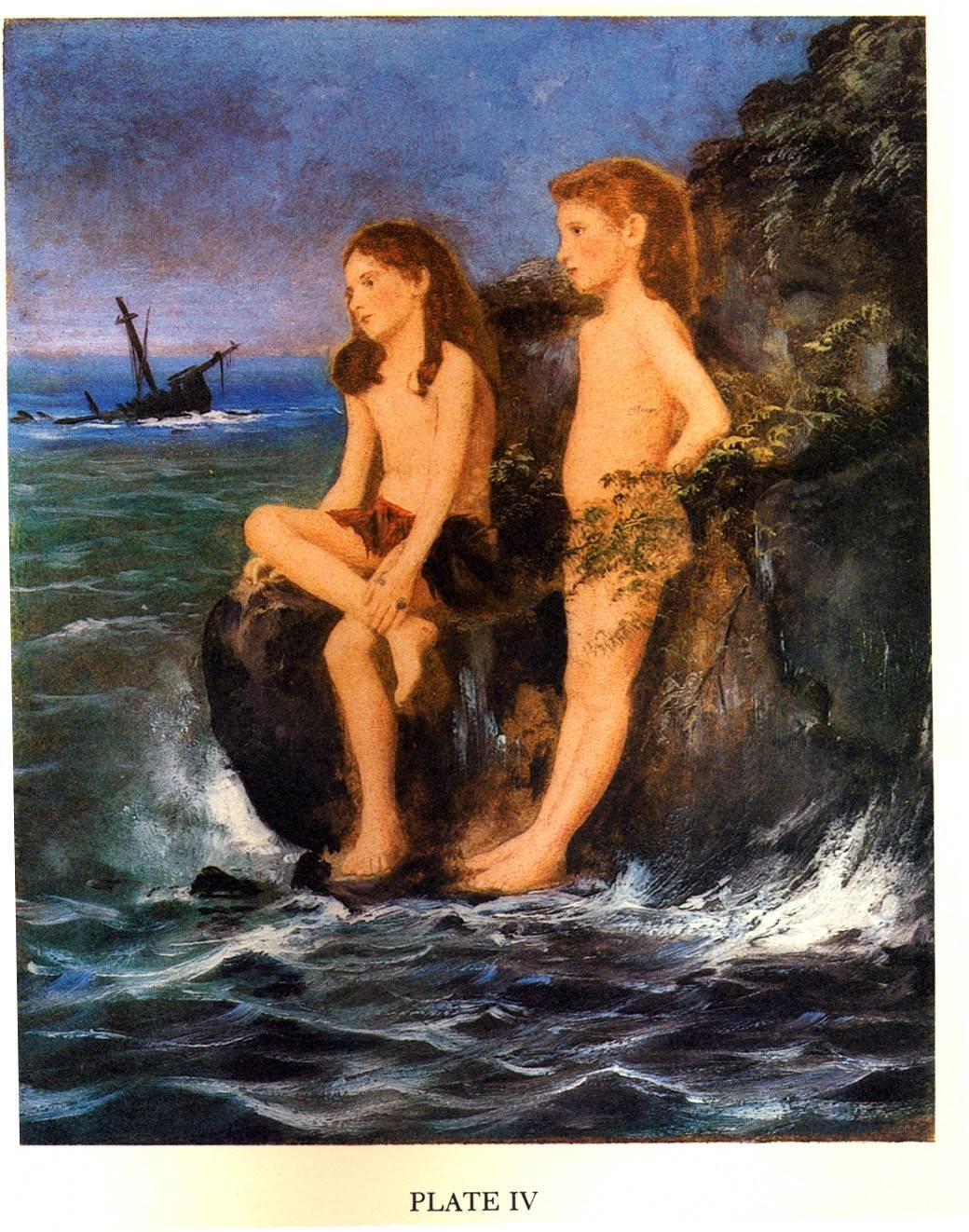
Annie und Frances Henderson, koloriert von Anne Lydia Bond (1879)

Als Carroll mit der Fotografie begann, wollte er seine eigenen Vorstellungen mit den Idealen von Freiheit und Schönheit zu der Unschuld des Paradieses kombinieren, in dem der menschliche Körper und der menschliche Kontakt ohne falsche Scham genossen werden konnten.
Über 24 Jahre hatte er sich mit dem Medium Fotografie beschäftigt und um die 3000 Bilder geschaffen. Weniger als 1000 haben Zeit und Zerstörung überlebt. Ein im Jahr 2002 erschienener Bildband von Roger Taylor und Edward Wakeling zeigt jedes Foto, das die Zeit überdauert hat, und Wakeling schätzt, dass über 50 Prozent junge Mädchen darstellen, während Erwachsene und Familien 30 Prozent einnehmen, Fotografien der eigenen Familie 6 Prozent, topografische Aufnahmen 4 Prozent und andere wie beispielsweise Selbstporträts, Stillleben und Skelette 10 Prozent.
Alexandra Kitchin, bekannt als Xie, war sein Lieblingsmodell mit über 50 Aufnahmen ab 1869 bis zum Jahr 1880, als er das Fotografieren beendete. Da stand sie kurz vor ihrem 16. Geburtstag. Seine Fotos nackter Kinder schienen lange Zeit verloren, doch sind vier erhalten geblieben. Sie waren die Ursache von Vermutungen über Carrolls pädophile Neigungen; in diesem Sinn äußerte sich unter anderen Morton N. Cohen in seiner Biografie über Carroll aus dem Jahr 1995. In Carrolls Briefsammlung Briefe an kleine Mädchen sowie auch in seinen Tagebüchern wird offensichtlich, dass er ein überdurchschnittliches Interesse an kleinen Mädchen hatte. Dass die Basis für dieses Interesse ein pädophiler Hintergrund Carrolls wäre, ist nicht bewiesen.
Eine kontroverse Sichtweise hat die englische Schriftstellerin Karoline Leach: Sie will in ihrem 1999 erschienenen Buch In the Shadow of the Dreamchild beweisen, dass Carroll für die damalige Zeit unkonventionelle Beziehungen zu mehreren erwachsenen Frauen geführt habe, beispielsweise zu der Künstlerin Gertrude Thomson und der Schriftstellerin Anne Thackeray Ritchie. Mit „Dreamchild“ ist Alice Liddell gemeint. Der französische Literaturwissenschaftler Hugues Lebailly von der Sorbonne ergänzte, dass die Biografen Carrolls aus früherer Zeit aufgrund der nicht mehr vollständigen Tagebuchaufzeichnungen die falschen Schlüsse gezogen und sozialhistorische Zusammenhänge vernachlässigt hätten. Die viktorianischen Ansichten gegenüber kindlicher Nacktheit seien nicht berücksichtigt worden. In jener Zeit hätten viele Künstler und Fotografen unbekleidete Kinder porträtiert. Solche Bilder drückten Unschuld aus und waren sehr beliebt. Das Motiv erschien auf Weihnachts- und Urlaubskarten, und Carroll hätte die entsprechenden Fotos aus zeitgemäßen künstlerischen und kommerziellen Gründen wie seine Berufskollegen geschaffen. Leachs Schlagwort vom „Carroll Myth“ bestimmt noch in der Gegenwart die literaturkritischen Auseinandersetzungen um Lewis Carrolls Persönlichkeit.

Fotogalerie von Prominenten und Kindern
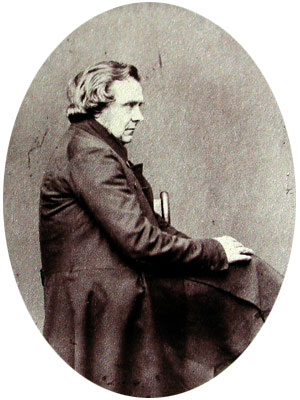
Samuel Wilberforce, zu Carrolls Zeit Bischof in Oxford (1860)
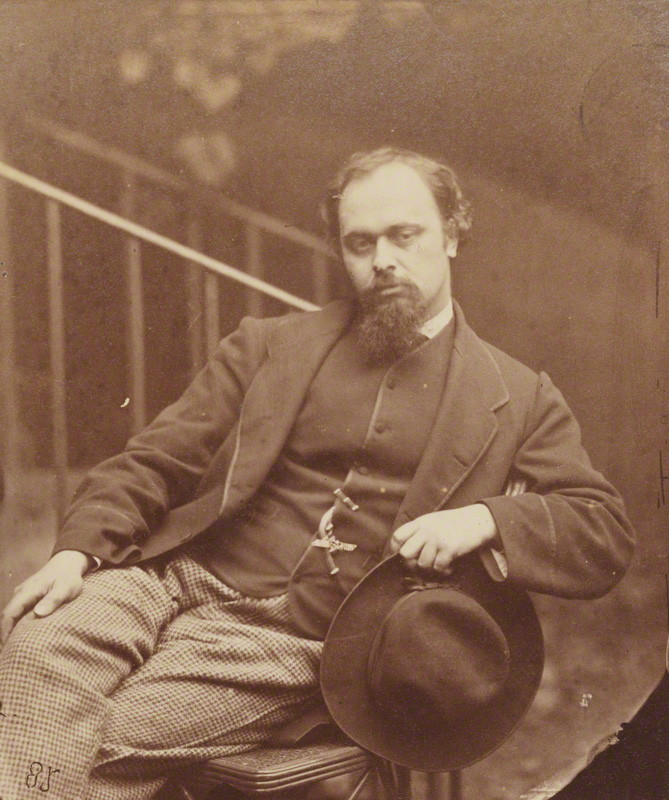
Dante Gabriel Rossetti (1863)
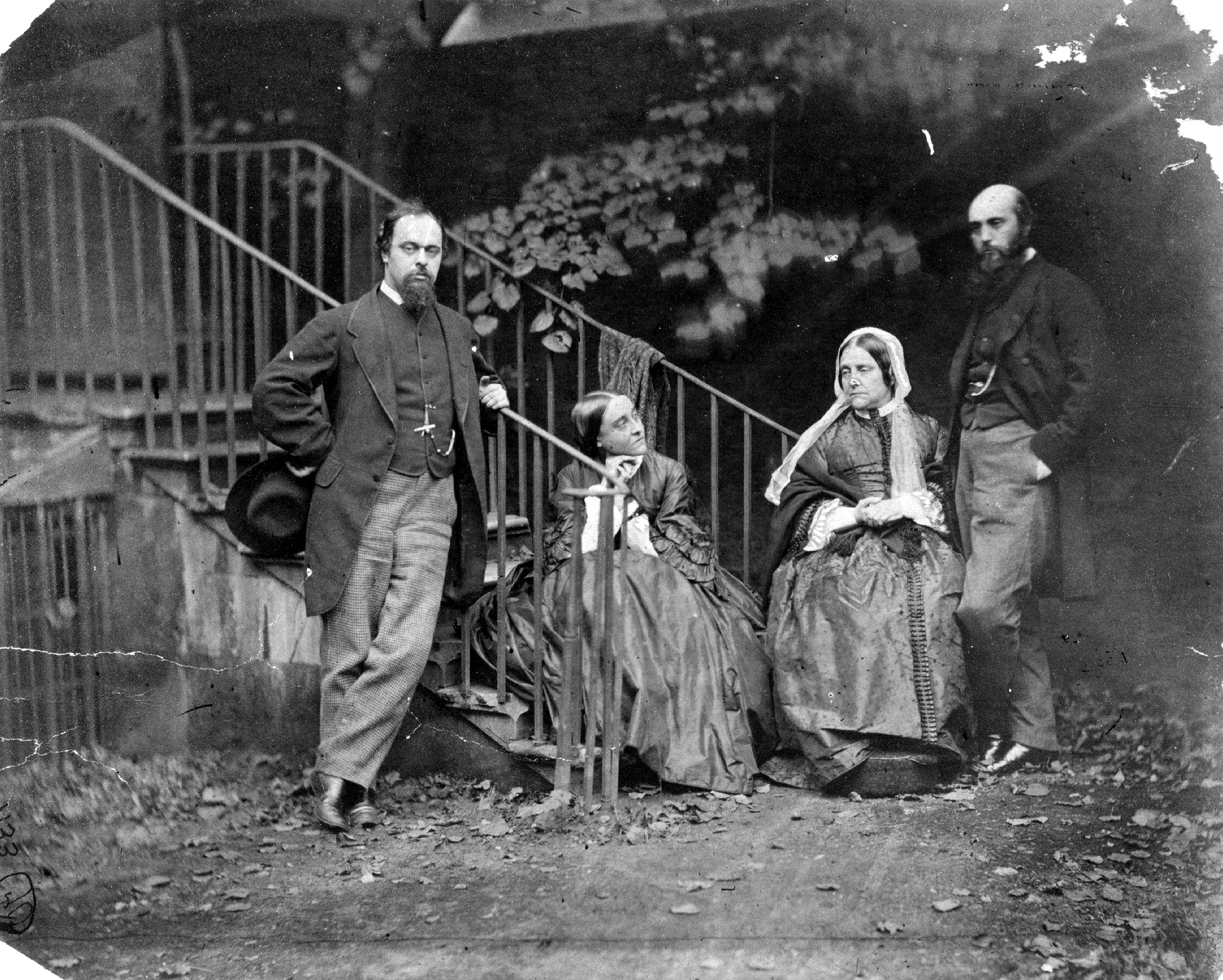
Die Rossettis (1865) v. l. n. r.: Dante Gabriel, Christina, Mrs. Rossetti und William Michael
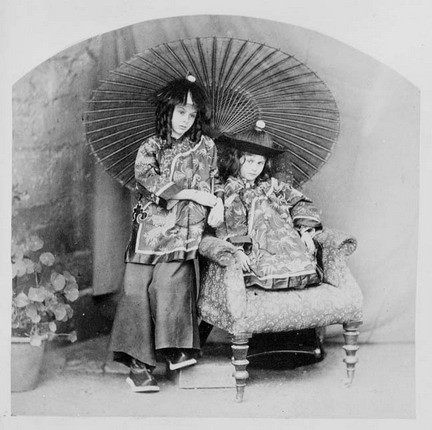
Lorina und Alice Liddell in chinesischer Kleidung (um 1858)
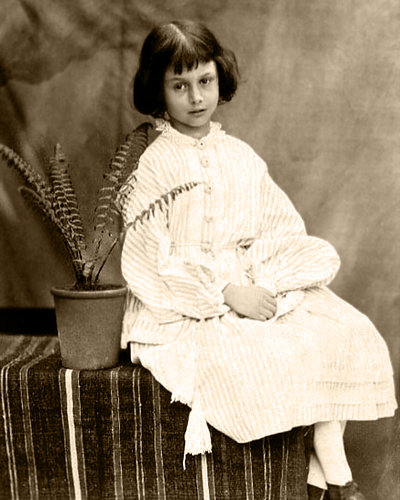
Alice Liddell (1860)
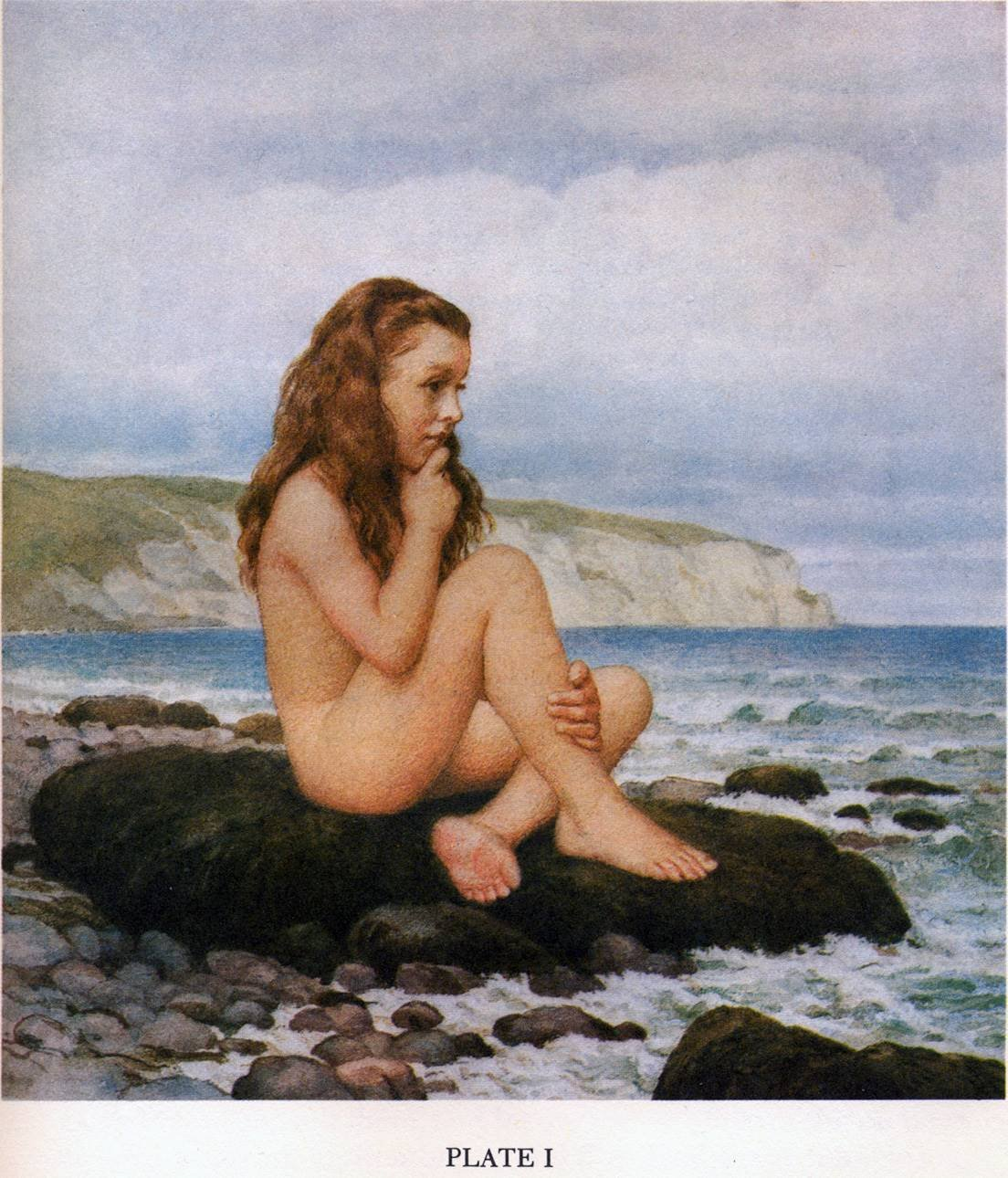
Beatrice Hatch, koloriert von Anne Lydia Bond (1873)
Xie Kitchin als Teehändlerin (1873), aus der Sammlung Wilfried und Ute Wiegand
Xie Kitchin (um 1875)

### Carrolls fantastische Literatur

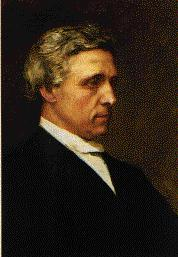
Hubert von Herkomer: Porträt Lewis Carroll. Postumes Gemälde nach einer Fotografie. Es hängt in der „Great Hall“ von Christ Church

Die Entstehungsgeschichte der Alice im Wunderland verweist darauf, dass viele Einzelheiten der Fantasie und dem Unbewussten des Autors entstammen. Alice wirkt wie ein Traum, ein Erzählelement reiht sich an das andere; es entsteht daher kein durchgehender Erzählstrang. Carroll hat zu seinem methodischen Vorgehen entsprechende Angaben gemacht, notierte stets beim Schreiben die Assoziationen, die ihm in den Sinn kamen und ergänzte danach den Text:
„Um anzufangen, schickte ich meine Heldin in den Kaninchenbau, ohne die leiseste Ahnung, was danach passieren würde. […] Beim Aufschreiben fügte ich immer neue Ideen hinzu, die aus sich selbst erwuchsen und auf dem ursprünglichen Text aufbauten.“
Anders als in den Kunstmärchen des 19. Jahrhunderts wie die von Dickens, Thackeray und Oscar Wilde treten bei Carroll poetische und ästhetische Konstruktionen gegenüber seinen Assoziationsketten zurück. Wie sein Biograf Thomas Kleinspehn betont, sind Bezüge einzelner Passagen auf Autoren der Weltliteratur wie Cervantes und E. T. A. Hoffmann wenig hilfreich. Obwohl Carroll keinen direkten Bezug auf die zeitgenössischen Texte nimmt, war er ein guter Kenner der viktorianischen Literatur, wie seine umfangreiche Bibliothek beweist, deren darin enthaltene Werke gut dokumentiert sind. Dies ist erkennbar an den Parodien, die in seine Werke eingebaut sind und deren Herkunft gelegentlich in Carrolls Tagebüchern erwähnt wird. Viele sind jedoch so stark verschlüsselt, dass sie erst durch akribische literaturwissenschaftliche Arbeit entdeckt wurden oder noch der Aufdeckung harren. Eine Einordnung von Carrolls ungewöhnlichem Werk ist eher in die Nonsens-Literatur möglich, die mit ihren Gegenwelten auf die viktorianische Enge der Gesellschaft und ihren Rationalismus reagierte. Ihr wichtigster Vertreter war der um zwanzig Jahre ältere Edward Lear, der vor allem bekannt ist durch seine grotesken Limericks in Kinderspielen und Abzählversen, die einen Gegensatz bildeten zu der belehrenden viktorianischen Kinderliteratur. Ob Carroll Lear persönlich gekannt hat, ist umstritten.
Von Charles Dickens war Carroll seit seiner Jugendzeit fasziniert. Dickens Figuren scheinen in seinem Werk in einigen Tieren wieder aufzutauchen. Neben dem Einfluss von Tennyson und Thackeray waren es die Vertreter der Präraffaeliten wie der von Carroll porträtierte Dante Gabriel Rossetti, die in ihren verklärten Bildern eine Gegenwelt zu schaffen versuchten zum viktorianischen konventionellen und rationalen Alltag. Eine Abkehr von der realen Welt bestimmen auch Carrolls Werke und bilden durch ihre satirischen und parodistischen Formen eine Art der Sozialkritik.

## Rezeption

### Wirkung zu Lebzeiten
Die Schauspielerin Isa Bowman beschreibt ihre Eindrücke, die der Künstler auf sie machte, in der 1899 herausgegebenen Schrift The Story of Lewis Carroll; sein silbrig graues Haar, das er weit länger trug, als es zu jener Zeit modern war, seine tief blauen Augen, die glatte Rasur und den etwas wackligen Gang, und sie bemerkte, dass er in Oxford eine ziemlich bekannte Persönlichkeit gewesen sei. Seine Kleidung sei ein wenig exzentrisch, da er selbst bei kältestem Wetter niemals einen Mantel anzog, und er habe „die kuriose Angewohnheit, zu jeder Jahreszeit ein Paar graue Wollhandschuhe zu tragen“.
Der amerikanische Schriftsteller Mark Twain erzählt in seiner Autobiografie von einem Treffen mit Carroll, „dem Autor der unsterblichen Alice“, dass dieser einer der stillsten und schüchternsten erwachsenen Männer sei, die er je getroffen habe. Carroll habe die ganze Zeit still dagesessen und nur gelegentlich knapp auf eine Frage geantwortet. „Ich kann mich nicht erinnern, daß er irgendwann weiter ausgeholt hätte.“

Carroll gewidmetes Glasfenster von Geoffrey Webb in der Daniell Chapel, Daresbury, 1934
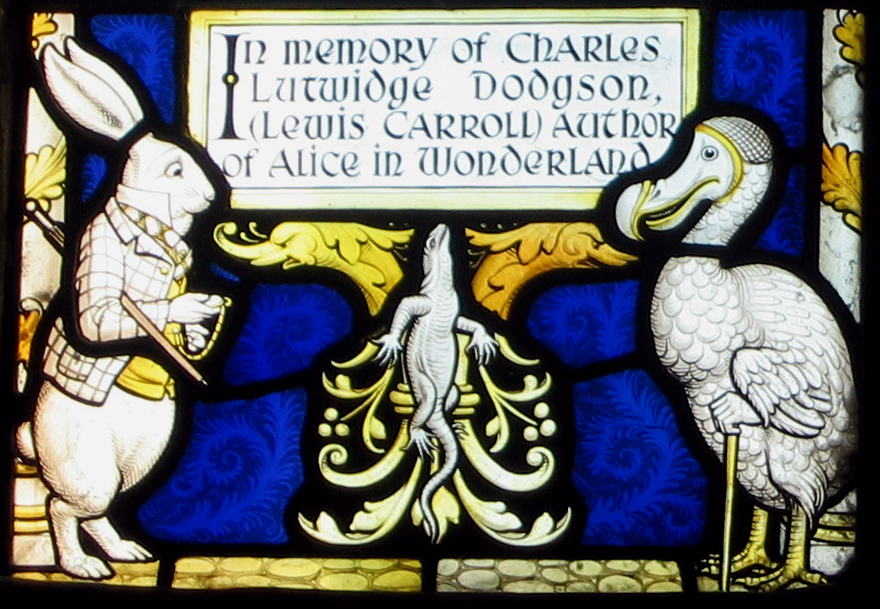
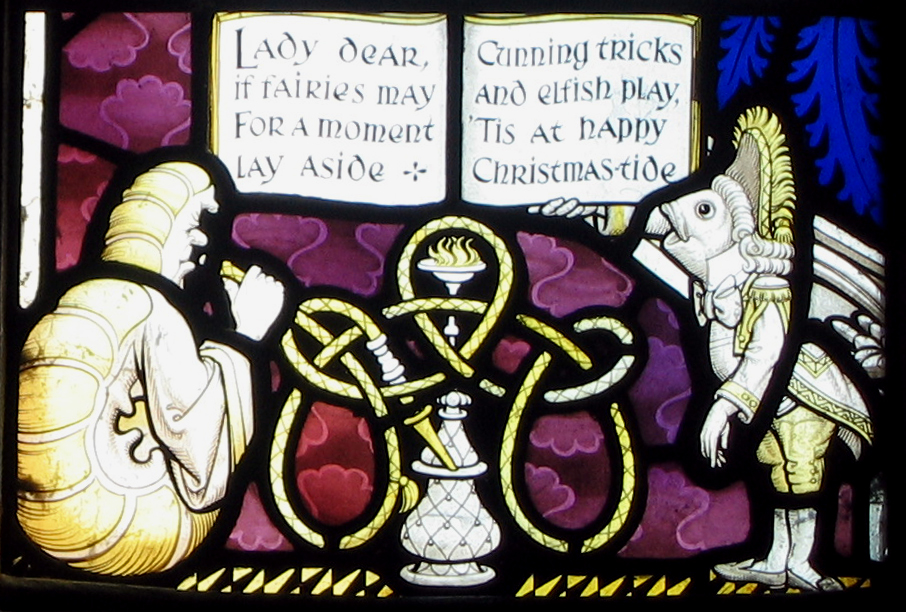
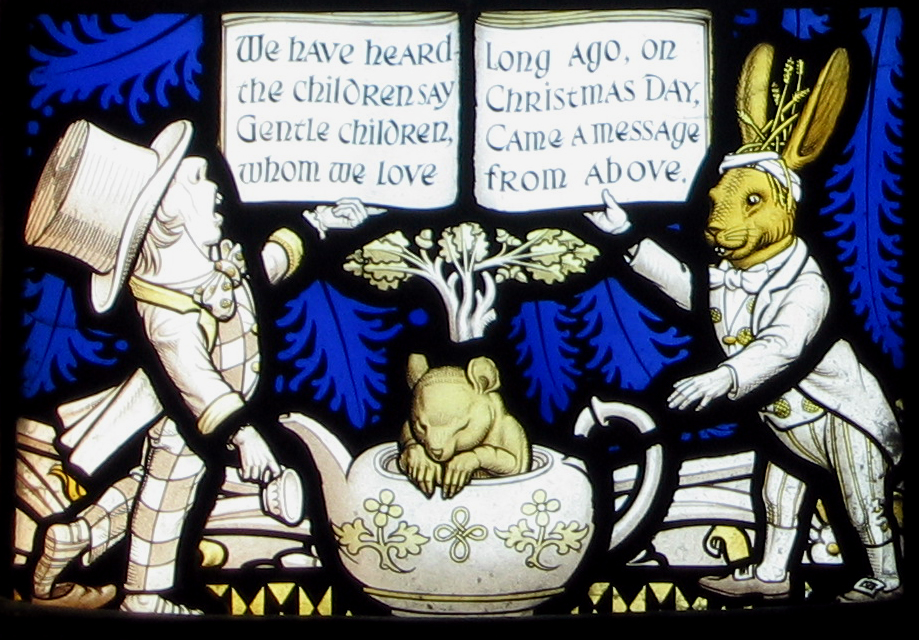
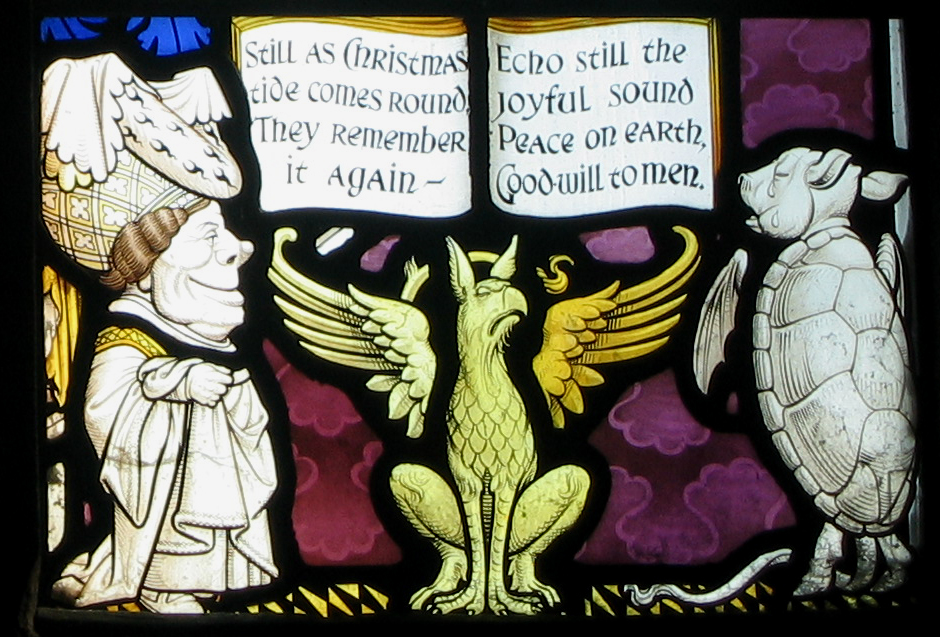

### Carrolls Wirkung auf die Surrealisten
Die Surrealisten ließen sich durch das Tiefgründige und die Funktion des Traums in Carrolls Werk faszinieren, und besonders das assoziative Schreiben fand als écriture automatique in der surrealistischen Literatur Aufnahme. Der surrealistische Maler und Grafiker Max Ernst schuf ab 1950 Illustrationen zu Carrolls Werken.
Louis Aragon vermerkt in seiner Schrift Le surréalisme au service de la revolution im Jahr 1931, Nr. 3, dass The Hunting of the Snark zur gleichen Zeit erschienen sei wie die Chants de Maldoror von Lautréamont und Arthur Rimbauds Une saison en enfer. Er führt die Massaker in Irland, die Unterdrückung in den Fabriken, den Manchester-Kapitalismus an, der die Menschen bedrängte und resümiert: „Was war aus der Freiheit des Menschen geworden? Sie lag ganz in den zarten Händen Alices, in die dieser seltsame Mann sie gelegt hatte.“
Carrolls Text Hummer-Quadrille wurde in André Bretons Anthologie des Schwarzen Humors aus dem Jahr 1940 aufgenommen. Der Surrealist resümiert, Carrolls Nonsensliteratur erhalte seine Bedeutung einerseits durch die Lösung des Widerspruchs zwischen der Akzeptanz des Glaubens und der Praktik der Vernunft sowie andererseits zwischen dem poetischen Bewusstsein und den beruflichen Pflichten.
„Der Geist kann bei jedweder Schwierigkeit einen Ausweg im Absurden finden. Die Bereitschaft, das Absurde zu bejahen, erschließt dem Menschen wieder das geheimnisvolle Reich, in dem die Kinder leben. […] Es scheint nicht minder maßlos übertrieben, wenn man Lewis Carroll als einen ‚politischen Aufsässigen‘ hinstellt und seinem Werk direkte satirische Absichten unterschiebt. […] Alle jene, die sich den Sinn für Auflehnung bewahren, werden in Lewis Carroll ihren ersten Lehrer im Schuleschwänzen sehen.“

### Die vielseitigeAlice
Alice im Wunderland wird als kulturelle Ikone gesehen. Das Buch gilt als Klassiker der Kinderliteratur, wird aber auch assoziiert mit Naturwissenschaften, besonders Mathematik, Astronomie, Physik und Informatik, mit Erotik und der Kanonliteratur. Nicht nur in Kinderbüchern wurden Lewis Carrolls Erzählungen kopiert. Die viktorianische Dichterin Christina Georgina Rossetti (1830–1894) und Modernisten wie T. S. Eliot (1888–1965), Virginia Woolf (1882–1941) und James Joyce (1882–1941) in seinem Roman Finnegans Wake ließen sich von den Alice-Büchern inspirieren. Weitere Schriftsteller und Kritiker, die auf Carrolls Texte Bezug nahmen, waren Sir William Empson (1906–1984), Robert Graves (1895–1985) und Evelyn Waugh (1903–1966), in jüngerer Zeit Julian Barnes, Stephen King und die postmodernen Kritiker Gilles Deleuze und Jean-Jacques Lecercle. Auch der Komponist Paul McCartney wurde bei seinen Textideen durch Carroll beeinflusst.

### HofstadtersGödel, Escher, Bach
In Douglas R. Hofstadters Buch Gödel, Escher, Bach – ein Endloses Geflochtenes Band beschreibt der Autor unter der Überschrift Bedeutung und Form der Mathematik den Zusammenhang zwischen seinem und Carrolls Werk:
„DIESER Zweistimmigen Invention verdanken meine beiden Protagonisten ihre Existenz. So wie Lewis Carroll sich mit Zenos Schildkröte und Achilles gewisse Freiheiten herausnahm, so habe ich mir mit Lewis Carrolls Schildkröte und Achilles gewisse Freiheiten erlaubt. In Carrolls Dialog finden die gleichen Ereignisse immer und immer wieder statt, nur jedes Mal auf einer höheren Ebene. Er bildet eine wunderbare Analogie zu Bachs endlos redupliziertem Kanon. Wenn man aus dem Dialog Carrolls den Witz herausnimmt, bleibt noch immer ein tiefes philosophisches Problem: Richten sich Wörter und Gedanken nach formalen Regeln oder nicht? Dies ist das zentrale Problem unseres Buches.“

### Carrolls mathematische Arbeiten aus heutiger Sicht
In der Logik behandelte Carroll Sätze der Logik in der Form von Spielen in Diagrammen, die den späteren Venn-Diagrammen ähnelten, und benutzte Wahrheitstabellen, wie die unveröffentlichten Manuskripte der Fortsetzung seiner Symbolic Logic (1896) zeigen. Deren zu Lebzeiten unveröffentlichter zweiter Teil mit dem Titel Advanced wurde 1977 veröffentlicht. Der dritte Teil („Transcendental“) ist nicht erhalten; wahrscheinlich wurde er wie so vieles aus seinem Nachlass verbrannt. Einem dem dritten Teil zugeordneten Inhaltsverzeichnis entsprechend behandelt er darin unter anderem die Regeln logischer Ableitung, „The Theory of Inference“. Mit seiner „Method of Trees“ gab er im Nachlass ein Verfahren an, die Beweisbarkeit von Sätzen des einstelligen Prädikatenkalküls zu zeigen. Damit nahm er teilweise Arbeiten von Leopold Löwenheim vorweg, der 1915 bewies, dass dieses Problem entscheidbar ist (siehe auch Satz von Löwenheim-Skolem). Der veröffentlichte Teil seiner Symbolischen Logik war dagegen als elementares Lehrbuch der klassischen syllogistischen (das heißt elementaren) Logik gedacht, illustriert durch Diagramme. Als solches wird es noch heute von Logikern im Unterricht benutzt. Aufgrund anderer Arbeiten wurde er ab den 1970er Jahren als Mathematiker ebenfalls positiver eingeschätzt als das früher der Fall war, zum Beispiel in seiner Behandlung von Wahlsystemen (1884), in der er Ideen der Spieltheorie vorwegnimmt. Seine Arbeiten über mathematische Rätsel wurden schon immer vom Nestor der US-amerikanischen Unterhaltungsmathematik Martin Gardner geschätzt, der einige Bücher von Carroll kommentiert neu herausgab. Im Jahr 1995 wurden im Nachlass neu entdeckte Caroll-„Puzzles“ veröffentlicht.

### Die Frage nach dem Drogenkonsum
Manche Kritiker haben die irrealen Schilderungen in den Alice-Büchern als Halluzinationen des Autors empfunden. Die Vorstellung, Carroll habe Drogen konsumiert, machte ihn sehr populär in der Untergrundkultur der 1960er Jahre, die sich darauf berief, dass einer der berühmtesten Schriftsteller verbotene Substanzen eingenommen hätte. Innerhalb der LSD-Bewegung wurden Passagen aus Alice im Wunderland als Beschreibung von LSD-Trips oder Trips anderer halluzinogener Drogen (Psilocybin, Meskalin) interpretiert. Es gibt Anspielungen im Buch, die auf Drogenerlebnisse hindeuten. So verändert sich etwa die Größe der Protagonistin Alice durch den Konsum von Pilzen, Keksen oder Flüssigkeiten. Das in den 1960er Jahren konsumierte Rauschmittel LSD gab es zu Carrolls Zeit allerdings noch nicht; dessen halluzinogene Wirkung ist erst 1943 vom Schweizer Chemiker Albert Hofmann entdeckt worden.
Es ist niemals belegt worden, dass Carroll Drogen konsumiert hätte.
Zu Carrolls Lebzeiten war als oft benutztes Schmerzmittel Laudanum verfügbar, das als opiumhaltige Tinktur in einer genügend hohen Dosis in der Lage war, einen Rauschzustand herbeizuführen. Carroll könnte es möglicherweise von Zeit zu Zeit gegen seine Migräneanfälle, die 1880 in seinem Tagebuch dokumentiert sind, eingenommen haben. Es gibt auch Vermutungen, dass die fantastischen Abenteuer von Alice durch die gelegentlich auftretende Aura vor Migräneanfällen beeinflusst sein können. In diesem Kontext ist zu erwähnen, dass ein anfallsartiger Zustand, in dem Menschen sich selbst oder ihre Umgebung auf halluzinatorische Weise verändert wahrnehmen, als Alice-im-Wunderland-Syndrom bezeichnet wird.

### Die fehlenden Tagebücher
Vier Bände und etwa sieben Seiten fehlen von Carrolls 13 Tagebüchern. Der Verlust der Bände und der Seiten ist letztlich ungeklärt. Viele Carroll-Experten glauben, dass die Tagebücher von Familienmitgliedern entfernt wurden, um den Familiennamen zu schützen, doch ist diese Vermutung nicht durch Belege gestützt. Das fehlende Material, mit Ausnahme einer fehlenden Einzelseite, wird der Periode zwischen den Jahren 1853 (Carroll war damals 22 Jahre alt) und 1862 zugeschrieben.
Eine populäre Theorie unter vielen für die fehlende Seite vom 27. Juni 1863 ist die Vermutung, dass die Seite herausgerissen wurde, um den Heiratsantrag Carrolls an die elfjährige Alice an diesem Tag zu verschleiern. Ein Blatt mit Notizen, das 1996 im Dodgson-Familienarchiv in Woking auftauchte, behauptet das Gegenteil.
Dieses Papier, bekannt als cut pages in diary document, wurde von Familienmitgliedern nach Carrolls Tod zusammengestellt. Es fasst kurz den Inhalt zweier Tagebuchseiten zusammen, die fehlen, das Blatt vom 27. Juni 1863 eingeschlossen. Die Zusammenfassung ergibt, dass Mrs. Liddell Carroll erklärte, es seien Klatschgeschichten über ihn, die Familie Liddell und über Ina, vermutlich Alice’ ältere Schwester Lorina, im Umlauf; der Bruch mit der Familie ergab sich vermutlich aus diesem Grund. Eine andere Interpretation lautete, Ina sei ebenfalls der verkürzte Name von Alice’ Mutter. Daraus ergibt sich die Interpretation, dass der Bruch Carrolls mit der Familie Liddell in keinem Zusammenhang mit Alice stand.
Die noch vorhandenen Tagebücher Lewis Carrolls wurden im Jahr 1969 aus dem C. L. Dodgson Estate von der British Library in London erworben und werden dort aufbewahrt.

### Auf den Spuren Carrolls in England

#### Christ Church und das Museum of Oxford

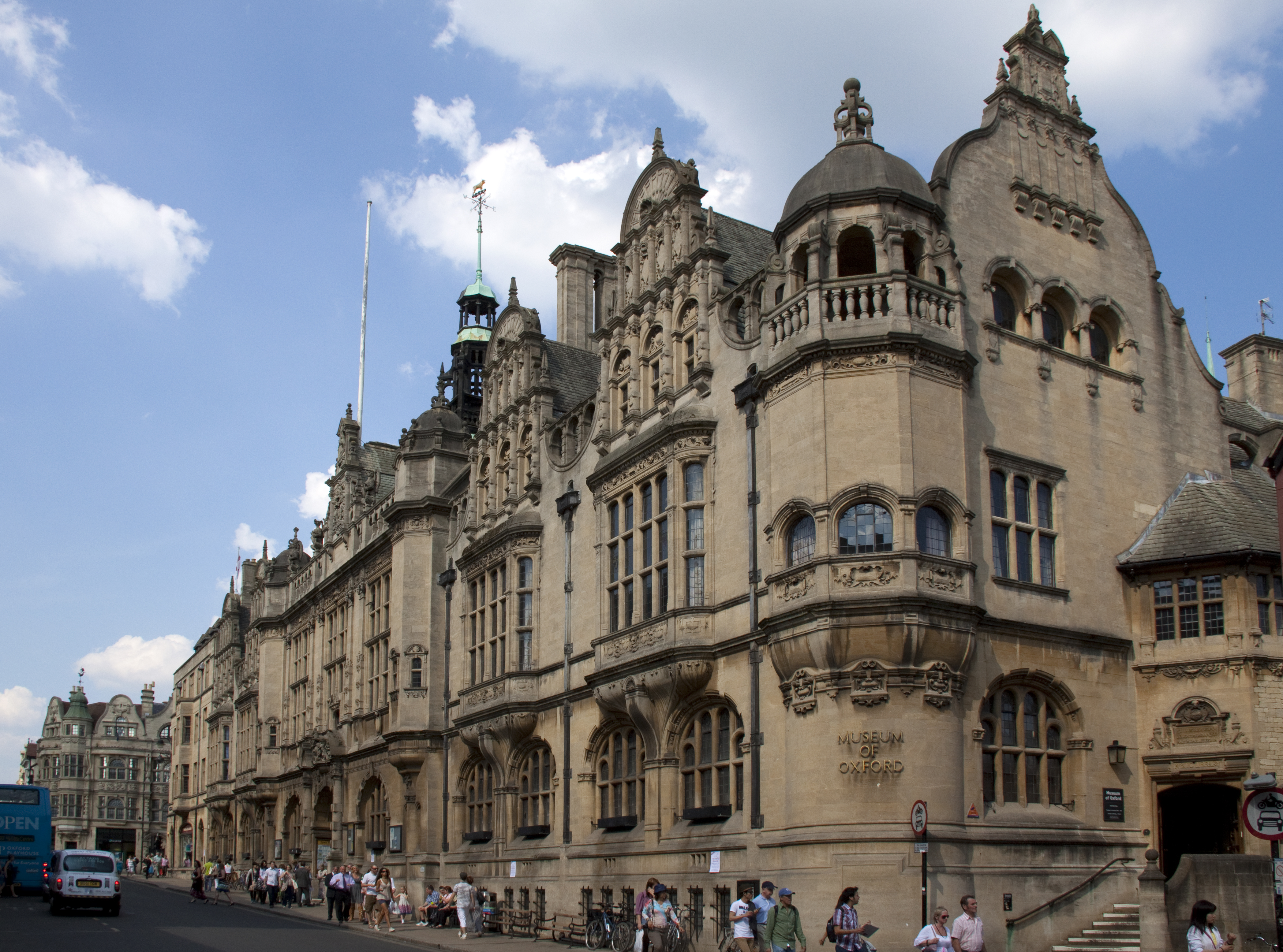
Museum of Oxford (rechts)

Reverend Dodgons Arbeitsstätte als Mathematiker und Geistlicher in Christ Church in Oxford, wo er im nordwestlichen Turm ein Studio bewohnte, war auch der Ort, wo er als Lewis Carroll seine Geschichten schrieb. Er lernte die Kinder seines Dekans Henry George Liddell kennen, darunter Alice, seine Inspiration für sein berühmtestes Buch Alice im Wunderland. Die „Great Hall“, wo er seine Mahlzeiten zu sich nahm, enthält viele Geheimnisse des Wunderlands, so ist vermutlich das „rabbit hole“, („Kaninchenloch“) die Tür, durch die Dekan Liddell den „senior common room“, den Gemeinschaftsraum, betrat. Liddell selbst könnte das „Weiße Kaninchen“ sein, weil er immer zu spät kam. Für den Besucher gibt es geführte Touren, auf denen er beispielsweise den „Jabberwocky“, die „Cheshire Katze“ und Alice’ Geheimtür zum Wunderland besichtigen kann.
Im Museum of Oxford, das die Stadt und seine Einwohner aus prähistorischer Zeit bis zum heutigen Tag beschreibt, gibt es eine spezielle Ausstellung mit dem Namen „Looking for Alice“, in der unter anderem Alice Liddells Kleidung und persönliche Habseligkeiten gezeigt werden.

#### Surrey History Centre, Guildford Museum

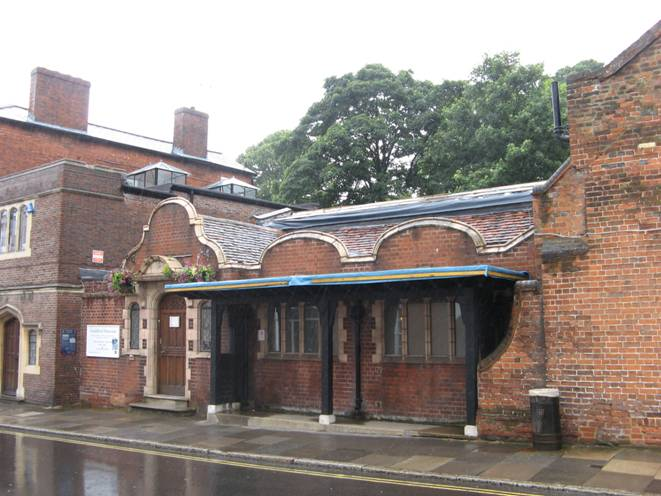
Das Guildford Museum

Kurz nach Carrolls Tod hatte sein Bruder Wilfred zugestimmt, dass viele gebündelte Papiersäcke aus den Räumen in Christ Church verbrannt wurden; andere Papiere verkauften die Dodgsons auf Auktionen. Im Jahr 1965 übergab die jüngere Familiengeneration viele ihrer noch vorhandenen Erinnerungsstücke an das Surrey History Centre und an das Guildford Museum. Das Surrey History Centre in Woking besitzt daher ein bedeutendes Archiv zu Carrolls Leben, bestehend aus Dokumenten, seine Kindheit betreffend, Briefe sowie Originalfotografien seiner Brüder, Schwestern und Tanten. Unter diesen Papieren sind Erinnerungen an 'child friends', eine Seite mit Anmerkungen zu den cut pages of the diary sowie der dazu passende Brief aus dem Jahr 1932, der sich auf die von Familienmitgliedern geäußerten Vermutungen zu den fehlenden Tagebuchseiten bezieht. Schenkungen aus anderen Quellen aus den 1950er bis zu den 1990er Jahren ergänzen die Sammlung.
In Guildford, dem Familiensitz der Dodgsons nach dem Tod des Vaters, wird im Guildford Museum eine Ausstellung über viktorianische Kindheiten gezeigt. Sie enthält unter anderem Spielzeug von Carroll und seinen Geschwistern, so eine Kuh auf Rädern, ein Puppenhaus und eine Puppe aus Papier mit Kleidung, die von seinen Schwestern hergestellt worden war.

### Sonstiges
Themen aus Carrolls Alice-Büchern sind unter anderem in Literatur, Film, Popmusik und Computerspielen aufgenommen worden. Im Jahr 2007 wurde die Oper Alice in Wonderland an der Bayerischen Staatsoper uraufgeführt. Eine Auflistung dieser Adaptionen findet sich unter dem Lemma Alice im Wunderland.
Der Lewis Carroll Shelf Award wurde von 1958 bis 1979 an Bücher vergeben, denen die gleiche Qualität wie Carrolls Alice im Wunderland zugeschrieben wird. Beispiele sind im Jahr 1962 Inch by Inch von Leo Lionni, 1964 Maurice Sendaks Wo die wilden Kerle wohnen, 1970 Astrid Lindgrens Weihnachten im Stall und 1973 Schneewittchen und die sieben Zwerge von den Gebrüdern Grimm.

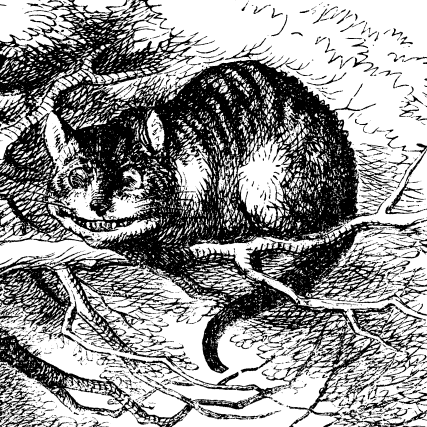
Cheshire Cat (dt. Grinsekatze), Zeichnung von John Tenniel (1865)

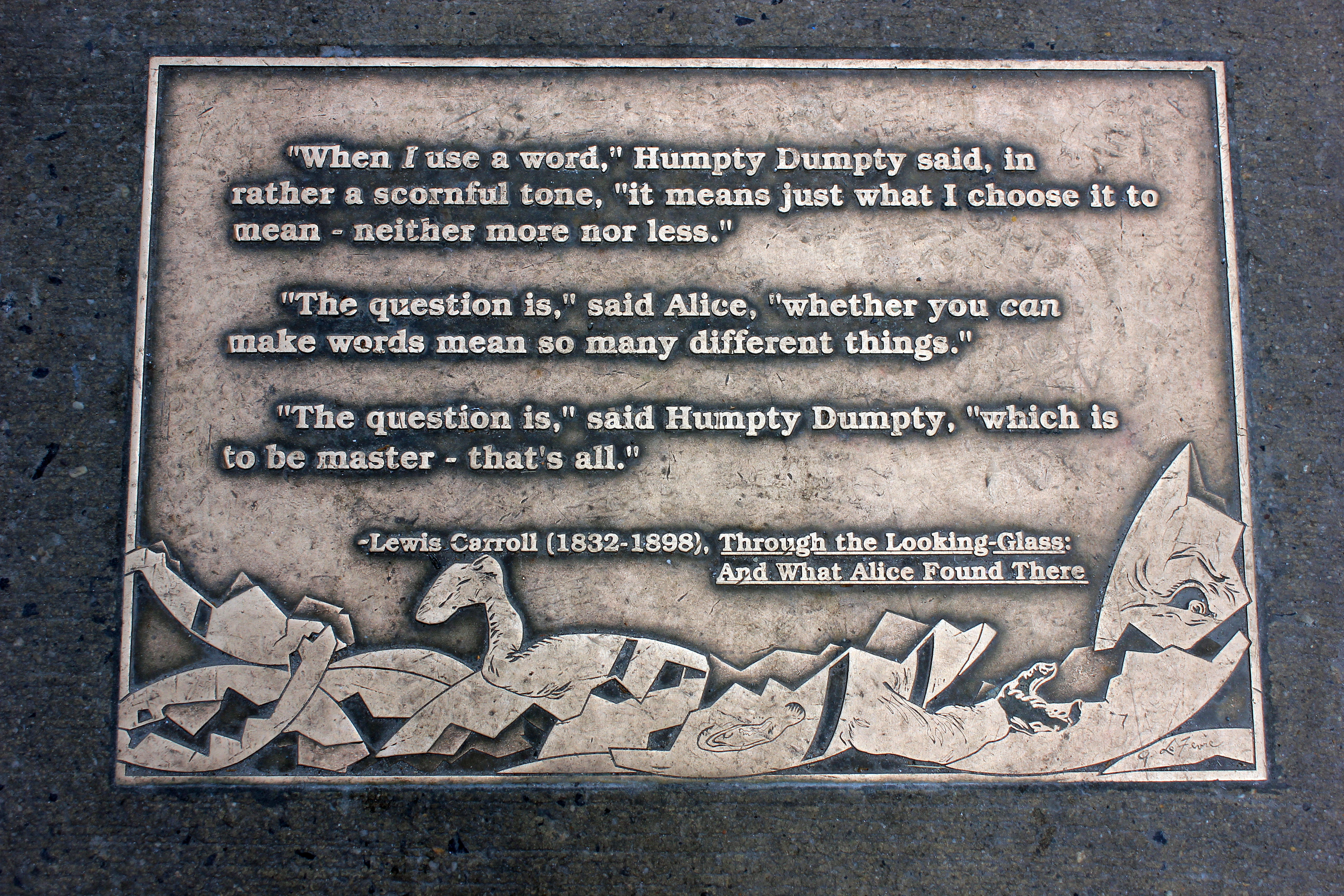
Bronzeplakette für Carroll auf dem „Library Way“ in New York

In Alice im Wunderland wurde ein zusammengesetztes Wort mit einem Handkoffer verglichen – und der Begriff „Kofferwort“ entstand. Ein Synonym ist „Portmanteau-Wort“, das englische Wort für Handkoffer ist portmanteau, abgeleitet vom französischen portemanteau. In einem Koffer versammelt man unterschiedliche Gegenstände, in einem Kofferwort dementsprechend Teile von Wörtern – und fügt mit ihnen ihre Bedeutungen zusammen. Etwa 70 Jahre nach Lewis Carroll schuf James Joyce in seinem Spätwerk Finnegans Wake Tausende von Portmanteaus. In dem Titel seines Romans Der satanarchäolügenialkohöllische Wunschpunsch übersteigerte Michael Ende 1989 ein Kofferwort.
Die Cheshire Cat ist eine Katze, die in Alice im Wunderland auftritt; als sie verschwindet, bleibt trotzdem noch ihr Grinsen übrig. Danach wurde ein Konzept der theoretischen Elementarteilchenphysik benannt, das in Bag-Modellen verwendet wird und unter anderem von Holger Bech Nielsen stammt, es heißt „Cheshire Cat Principle“ (CCP). Snarks sind ein Begriff der Graphentheorie (die eine Rolle im Vierfarbenproblem spielen) und von Martin Gardner nach dem Gedicht von Carroll benannt.
Die Figur der Roten Königin aus Alice hinter den Spiegeln ist Namensgeberin für die Red-Queen-Hypothese zur Evolution. Die Hypothese wurde 1973 von Leigh Van Valen aufgestellt. Sie besagt, dass eine Art in der Natur ständig leistungsfähiger werden muss, um ihre aktuelle Stellung aufrechtzuerhalten.
In New York führt der „Library Way“ seit den späten 1990er Jahren auf der East 41st Street zwischen Fifth Avenue and Park Avenue zum Stephen A. Schwarzman Building, dem größten Gebäude der New York Public Library (NYPL). In die Pflasterung des Fußgängerwegs sind 96 rechteckige Bronzeplaketten eingebettet, die bedeutenden Schriftstellern gewidmet sind und Zitate aus ihren Werken zum Inhalt haben. Lewis Carroll ist mit einer Plakette und einem Zitat aus Through the Looking Glass: And What Alice Found There vertreten.
In der fiktiven Biographie von William S. Baring-Gould über Sherlock Holmes wird erwähnt, dass Lewis Carroll der Dozent von Sherlock Holmes war und bei ihm seine besondere Kombinationsgabe erkannte.

## Werke (Auswahl)

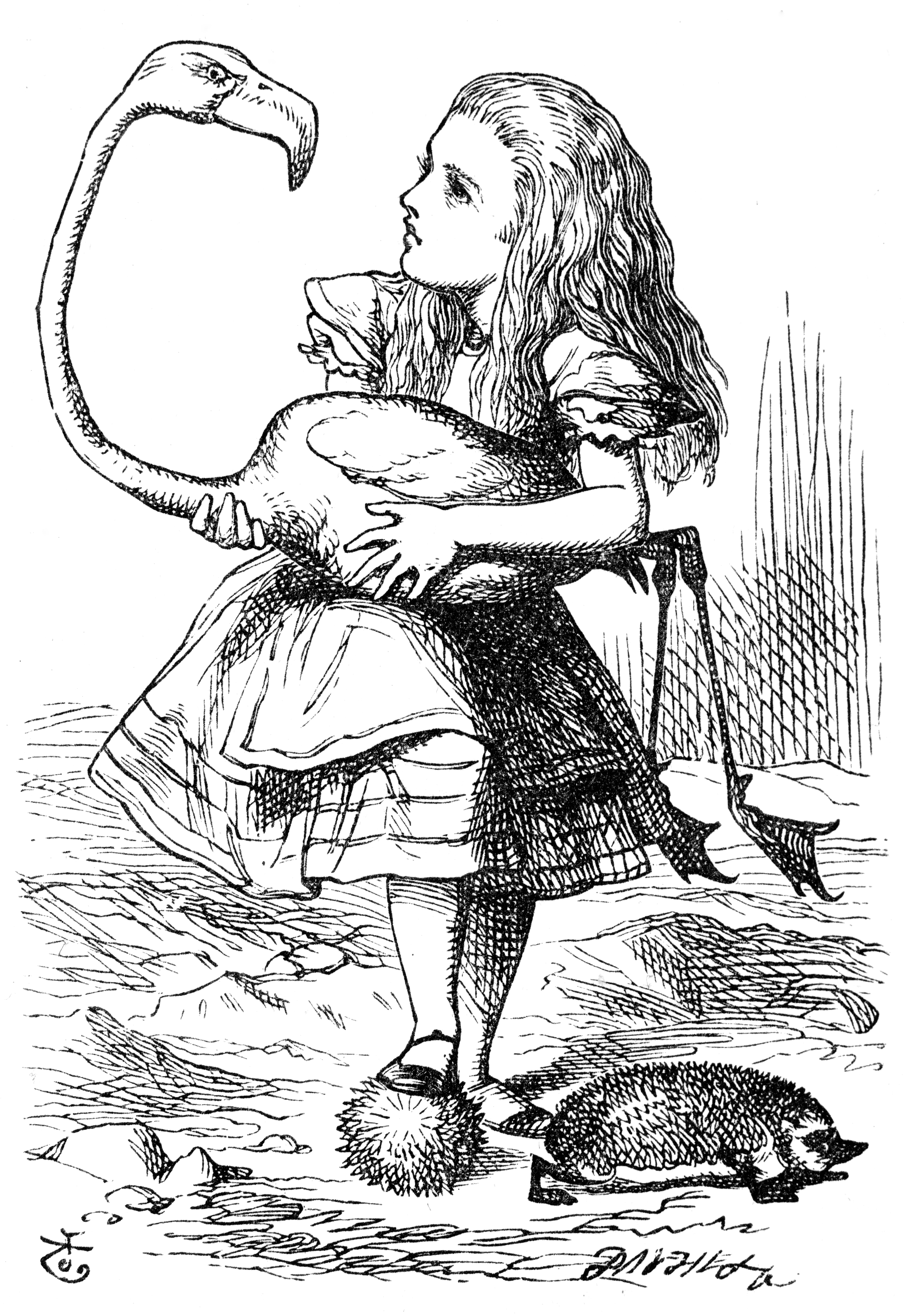
Alice und ihr Flamingo, Zeichnung von John Tenniel (1865)

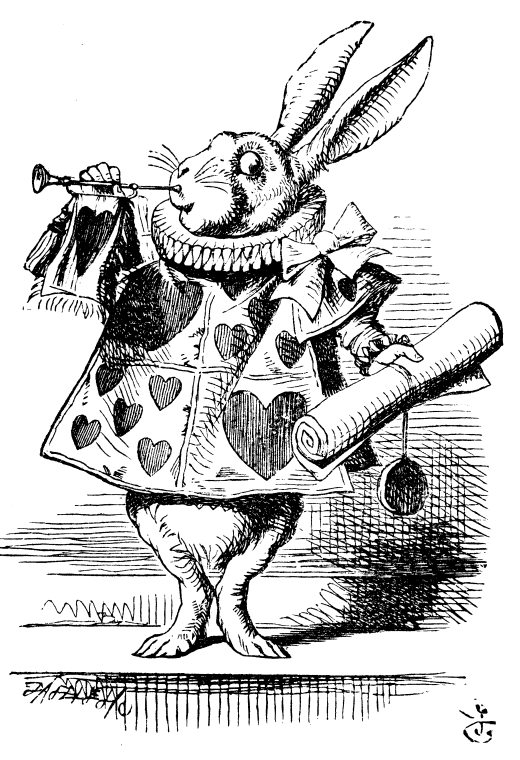
Das weiße Kaninchen, Zeichnung von John Tenniel (1865)

- Alice’s Adventures in Wonderland. (1865).

dt. Alice im Wunderland. In: Die Alice-Romane. Reclam, Stuttgart 1999, ISBN 3-15-059746-3.
- Phantasmagoria and Other Poems. (1869)

dt. Phantasmagorie.
- Through the Looking-Glass, and What Alice Found There. (1871).

dt. Alice im Spiegelland. Deutsch von Helene Scheu-Riesz, Ausstattung von Uriel Birnbaum, Wien/Leipzig/New York, Sesam-Verlag 1923
dt. Alice hinter den Spiegeln. In: Die Alice-Romane. Reclam, Stuttgart 1999, ISBN 3-15-059746-3.
- The Hunting of the Snark. (1876)

dt. Die Jagd nach dem Schnatz. Eine Agonie in acht Krämpfen. (Englisch–Deutsch). Reclam, Ditzingen 1996, ISBN 3-15-009433-X (in anderen Ausgaben auch Die Jagd nach dem Schnark oder Die Jagd nach dem Schnai)
- Sylvie and Bruno. (1889).
- Sylvie and Bruno Concluded. (1893).

dt. Sylvie und Bruno. dtv, München 2006, ISBN 3-423-13289-2.
- Rhyme? And Reason? (1898)
- The Diaries of Lewis Carroll. New first edited and supplemented by Roger Lancelyn Green. Zwei Bände, London 1953, Westport, 1971.
- The Letters of Lewis Carroll. Edited by Morton N. Cohen. Zwei Bände. New York 1979.
- Das literarische Gesamtwerk. Hrsg. von Jürgen Häusser und Heinz-Juergen Häusser, neu übersetzt von Dieter H. Stündel. Darmstadt.

1. Band: Sylvie und Bruno. Die Geschichte einer Liebe. 1994, ISBN 3-89552-000-4.
2. Band: Misch und Masch. Erzählungen und Gedichte. 1996, ISBN 3-89552-014-4.
- Photographien/Photographs. Edition Stemmle, Schaffhausen 1991, ISBN 3-7231-0407-X. (deutsch/englisch)
- Briefe an kleine Mädchen. Herausgegeben und übersetzt von Klaus Reichert. Mit zahlreichen Fotografien des Autors. Insel Verlag, Frankfurt am Main / Leipzig. (Erweiterte Neuausgabe: 1. Auflage. 1994, ISBN 3-458-33254-5; Komet, Leipzig 1994, ISBN 3-89836-300-7)
- Tagebuch einer Reise nach Russland im Jahre 1867. Herausgegeben von Felix Philipp Ingold. Insel, Frankfurt am Main 1999, ISBN 3-458-34289-3.

- Illustrationen von Max Ernst für Werke Lewis Carrolls: La chasse au snark (1950, 8 Illustrationen), Logique sans peine (1966), beide Paris. The Hunting of the Snark (Die Jagd nach dem Snark) (Stuttgart 1968, 32 Farblithographien) und Lewis Carrolls Wunderhorn (Stuttgart 1970, eine Anthologie, ausgewählt von Max Ernst und Werner Spies mit 36 Farblithographien)

Mathematische Werke
- The Fifth Book of Euclid treated algebraically. (1858 und 1868)
- A Syllabus of Plane Algebraical Geometry. Oxford 1860.
- An Elementary Treatise on Determinants. Macmillan 1867.
- Euclid and his Modern Rivals. 1879, 2. Auflage. Macmillan 1885, Reprint Dover 1973, 2004
- Herausgeber Euclid. Books I, II. London, MacMillan 1882.
- The Game of Logic. Macmillan 1886 (Neuausgabe The Mathematical Recreations of Lewis Carroll: Symbolic Logic and The Game of Logic, Dover 1958)

dt. Das Spiel der Logik. herausgegeben von Paul Good, Frommann Holzboog, Stuttgart-Bad Cannstatt 1998, ISBN 3-7728-1998-2.
- What the Tortoise Said to Achilles. In: Mind. 4, 1895, S. 278–280.

- A Tangled Tale. (1885).

dt. Geschichten mit Knoten. Insel, Frankfurt 1995, ISBN 3-458-32002-4.
- Curiosa Mathematica. Band 1: A new theory of parallels. London, Macmillan 1890.
- Curiosa Mathematica. Band 2: Pillow Problems. 1893 (Neuausgabe The Mathematical recreations of Lewis Carroll: Pillow problems and A tangled tale. Dover 1958)
- Francine Abeles (Hrsg.): The mathematical pamphlets of Charles Dodgson and related pieces. Lewis Carroll Society of North America, New York 1994.
- William Warren Bartley (Hrsg.): Lewis Carroll´s Symbolic Logic. Potter, New York 1977, 1986 (Band 1 von 1896 und der unveröffentlichte zweite Teil)

## Werke im Web
- The Complete Works (PDF 38,19 MB) Reprint in der Arno-Schmidt-Referenzbibliothek der GASL (Gesellschaft der Arno-Schmidt-Leser)
- Alice’s Adventures in Wonderland. (PDF 11,33 MB) Farbige Ausgabe in der Arno-Schmidt-Referenzbibliothek der GASL
- Alice’s Abenteuer im Wunderland. Aus dem Englischen von Antonie Zimmermann. (PDF 2,84 MB) Farbige Ausgabe in der Arno-Schmidt-Referenzbibliothek der GASL
- Stuart Dodgson Collingwood: The Life and Letters of Lewis Carroll beim Project Gutenberg – Die erste Biografie 1899

## Ausstellungen (Auswahl)
- 1977: documenta 6, Kassel
- 2003: Lewis Carroll Museum of Fine Arts, Houston
- 2003: Art Institute Chicago
- 2003: „Dreaming in Pictures“: Lewis Carroll International Center of Photography, New York
- 2003: Lewis Carroll, Art Institute Chicago
- 2005/2006: „nützlich – süß – museal. Das fotografierte Tier“, Museum Folkwang, Essen
- 2011/2012: Alice in Wonderland, Tate Liverpool, anschließend unter dem Titel Alice im Wunderland der Kunst, Hamburger Kunsthalle

## Sekundärliteratur
- Morton N. Cohen: Lewis Carroll. A Biography. Reprint, Vintage Books, New York 1996, ISBN 0-679-74562-9.
- Stuart Dodgson Collingwood: The Life and Letters of Lewis Carroll. T. Fisher Unwin, London 1899.
- Robert Douglas-Fairhurst: The story of Alice : Lewis Carroll and the Secret History of Wonderland. London: Vintage, 2015, ISBN 978-1-84655-862-7.
- Martin Gardner: Lewis Carroll – Alles über Alice. Europa Verlag, Hamburg / Wien 2002, ISBN 3-203-75950-0 (Originaltitel Annotated Alice. Kommentierte Ausgabe mit den Illustrationen John Tenniels),
- Albert Schindehütte: Album für Alice. Eine Huldigung an Lewis Carroll. Hoffmann und Campe, Hamburg 1993, ISBN 3-455-06499-X.
- Phyllis Greenacre: Swift and Carroll. A Psychoanalytic Study of Two Lives. New York 1955.
- Thomas Kleinspehn: Lewis Carroll. Rowohlt, Reinbek bei Hamburg 1997, ISBN 3-499-50478-2.
- Karoline Leach: In the Shadow of the Dreamchild. Peter Owen Publishers. London 1999, ISBN 0-7206-1044-3.
- Robert Taylor, Edward Wakeling: Lewis Carroll, Photographer. Princeton University Press, 2002, ISBN 0-691-07443-7.
- Jenny Woolf: The mystery of Lewis Carroll: Understanding the Author of Alice’s adventures in Wonderland.  Haus Books, London 2010, ISBN 978-1-906598-68-6.
- Edward Wakeling: Lewis Carroll : The Man and his Circle. London; New York, NY: Tauris, 2015, ISBN 978-1-78076-820-5.

Mathematisches
- The Mathematical Recreations of Lewis Carroll: Pillow Problems and a Tangled Tale. Dover Publications, 1958, Neuauflage, ISBN 0-486-20493-6.
- Robin Wilson: Lewis Carroll in Numberland. His Fantastical Mathematical Logical Life. Allan Lane, London 2008, ISBN 978-0-7139-9757-6.
- Amirouche Moktefi, Artikel Lewis Carroll in Dictionary of Scientific Biography, 2008, Online

Belletristik
- Katie Roiphe: Rätselhafte Alice. Die Geschichte von Lewis Carroll und der kleinen Alice, aus dem Amerikanischen übersetzt von Friedhelm Rathjen; Originaltitel: Still She Haunts Me. Europa, Hamburg, Wien 2002, ISBN 3-203-81561-3.
- Michelle Rene: The Dodo Knight. Annorlunda books, San Diego 2019, ISBN 978-1-944354-44-2.
- Guillermo Martínez: Der Fall Alice im Wunderland. Kriminalroman, aus dem Spanischen übersetzt von Angelica Ammar. Originaltitel: Los crímenes de Alicia. Eichborn, Köln 2020, ISBN 978-3-8479-0046-7.